# Biehla (Elsterwerda)
Biehla ist ein Stadtteil der südbrandenburgischen Kleinstadt Elsterwerda im Landkreis Elbe-Elster. Er befindet sich im Naturpark Niederlausitzer Heidelandschaft an der nordwestlichen Grenze des Schradens, eines Niederungsgebiets des Flusses Schwarze Elster. 1247 wurde der Name erstmals urkundlich erwähnt.
Am Südhang der Güterbank, einer 153 Meter hohen Erhebung zwischen Biehla und dem Stadtteil Kraupa, wurde bis Mitte des 19. Jahrhunderts traditionell Wein angebaut. Später siedelten sich in Biehla neben der herkömmlichen Landwirtschaft Forstbaumschulen an. Mit der 1874 und 1875 erfolgten Inbetriebnahme der sich im Stadtteil kreuzenden Eisenbahnstrecken Kohlfurt–Falkenberg/Elster und Berlin–Dresden setzte die Industrialisierung des Ortes ein, mit der die Einwohnerzahl stark anstieg. Im Jahr 1940 wurde Biehla in die benachbarte Stadt Elsterwerda eingemeindet.
Auf dem nördlich gelegenen Winterberg steht 140 m ü. NN ein zwischen 1913 und 1914 errichteter und bis in die Niederungen der Schwarzen Elster sichtbarer Wasserturm, dessen Fassade nach dem Vorbild des Leipziger Völkerschlachtdenkmals gestaltet wurde. Neben der Wasserversorgung sollte er gleichzeitig als Wahrzeichen des Ortes dienen. Ein weiteres das Ortsbild prägendes Bauwerk ist der unter Denkmalschutz stehende Glockenturm aus dem Jahr 1862 im Zentrum des Stadtteils.

## Geografie

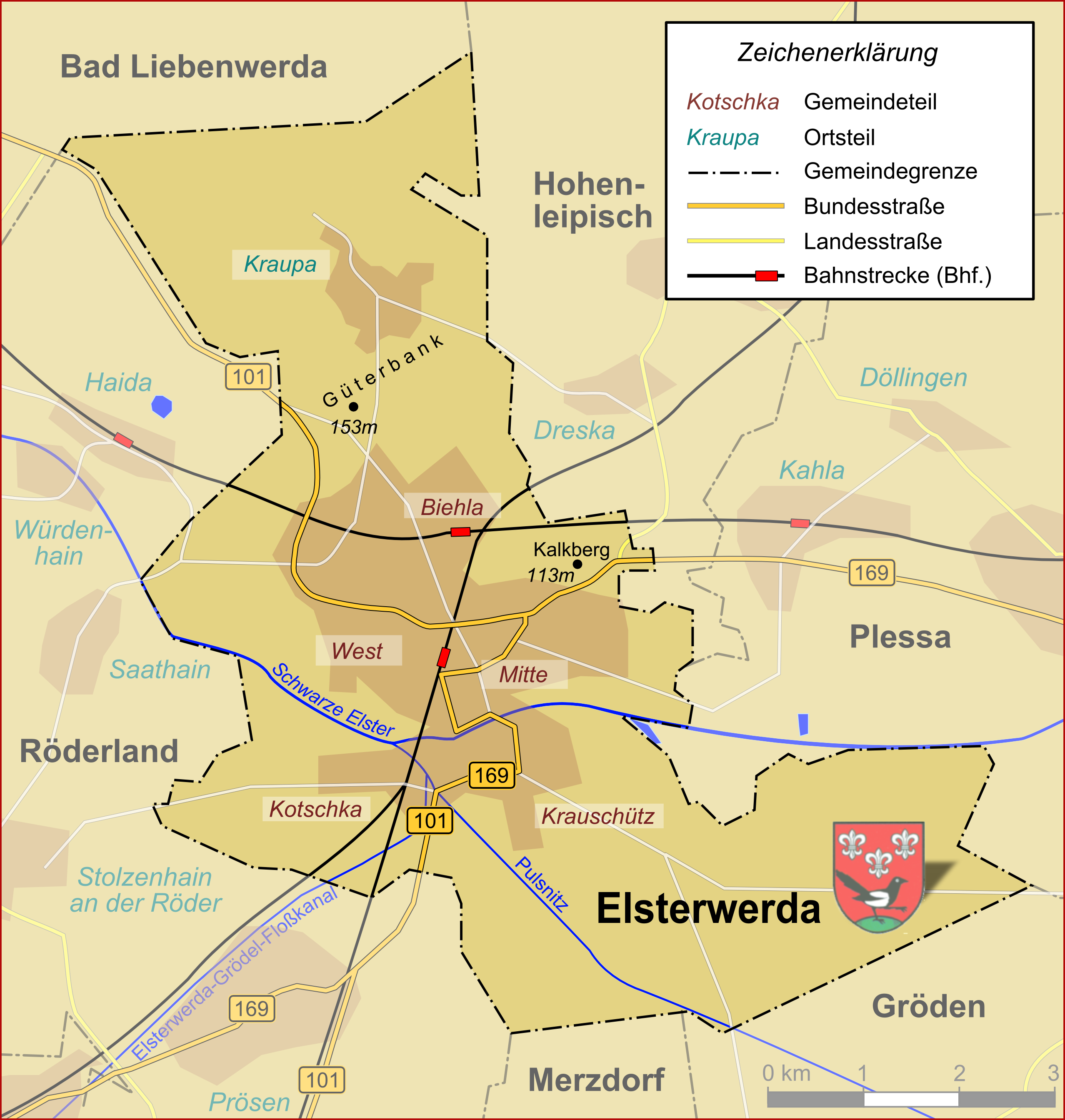
Übersichtskarte von Elsterwerda

### Geografische Lage und Naturraum
Der 1940 eingemeindete Stadtteil Biehla liegt im nordwestlichen Stadtgebiet von Elsterwerda am Kreuzungspunkt der Eisenbahnstrecken Berlin-Dresden und Węgliniec–Falkenberg/Elster an der nordwestlichen Grenze des Schradens, eines 15.000 Hektar großen Niederungsgebiets im Breslau-Magdeburger Urstromtal.
Im Norden erhebt sich die zur Hohenleipisch-Plessaer Endmoräne gehörende Güterbank. Diese ist mit 153 m ü. NN die höchste Erhebung rechtsseitig der Schwarzen Elster und im Naturpark Niederlausitzer Heidelandschaft, der ein 484 Quadratkilometer großes Gebiet im Landkreis Elbe-Elster sowie im Landkreis Oberspreewald-Lausitz umfasst. Gemeinsam mit der Gröden-Ortrander Endmoräne, zu der auch Brandenburgs höchste topographische Erhebung, die Heidehöhe, gehört, bildet sie mit einer Ausdehnung von sieben Kilometern zwischen Elsterwerda im Norden und Merzdorf im Süden die engste Stelle des Urstromtals.

### Klima
Der Stadtteil Biehla befindet sich wie die gesamte Stadt Elsterwerda im sogenannten Schwarze-Elster-Bezirk des Binnenlandklimas. Dabei ist jedoch ein Übergang zum Kontinentalklima spürbar. Die regionalen Klimaelemente sind gering ausgeprägt und werden im Wesentlichen durch die Besonderheiten des nach Ost-West orientierten Reliefs des Breslau-Magdeburger Urstromtals und die es im Norden und Süden begrenzenden Höhenzüge der Endmoränen bestimmt. Dabei übt die Hohenleipisch-Plessaer Endmoräne, zu der auch die nördlich von Biehla liegende Güterbank gehört, eine gewisse Regenschattenwirkung auf die südlich von ihr liegenden Niederungsbereiche der Schwarzen Elster aus.
Der Monat mit den geringsten Niederschlägen ist der Februar, der niederschlagsreichste der Juli. Die mittlere jährliche Lufttemperatur beträgt an der etwa 20 Kilometer nordöstlich gelegenen Wetterstation Doberlug-Kirchhain 8,5 °C. Der Unterschied zwischen dem kältesten Monat Januar und dem wärmsten Monat Juli beträgt 18,4 °C.
|                   | Jan | Feb | Mär | Apr | Mai | Jun | Jul | Aug | Sep | Okt | Nov | Dez |   |     |
|                   |     |     |     |     |     |     |     |     |     |     |     |     |   |     |
| Niederschlag (mm) | 37  | 33  | 34  | 45  | 54  | 70  | 72  | 66  | 48  | 49  | 41  | 48  | Σ | 597 |

|  |

|  |

|  |

|  |

|  |

|  |

|  |

|  |

|  |

|  |

|  |

|  |

|  |

|  |

|  |

|  |

|  |

|  |

|  |

|  |

|  |

|  |

|  |

|  |

## Geschichte

### Frühe Ortsgeschichte

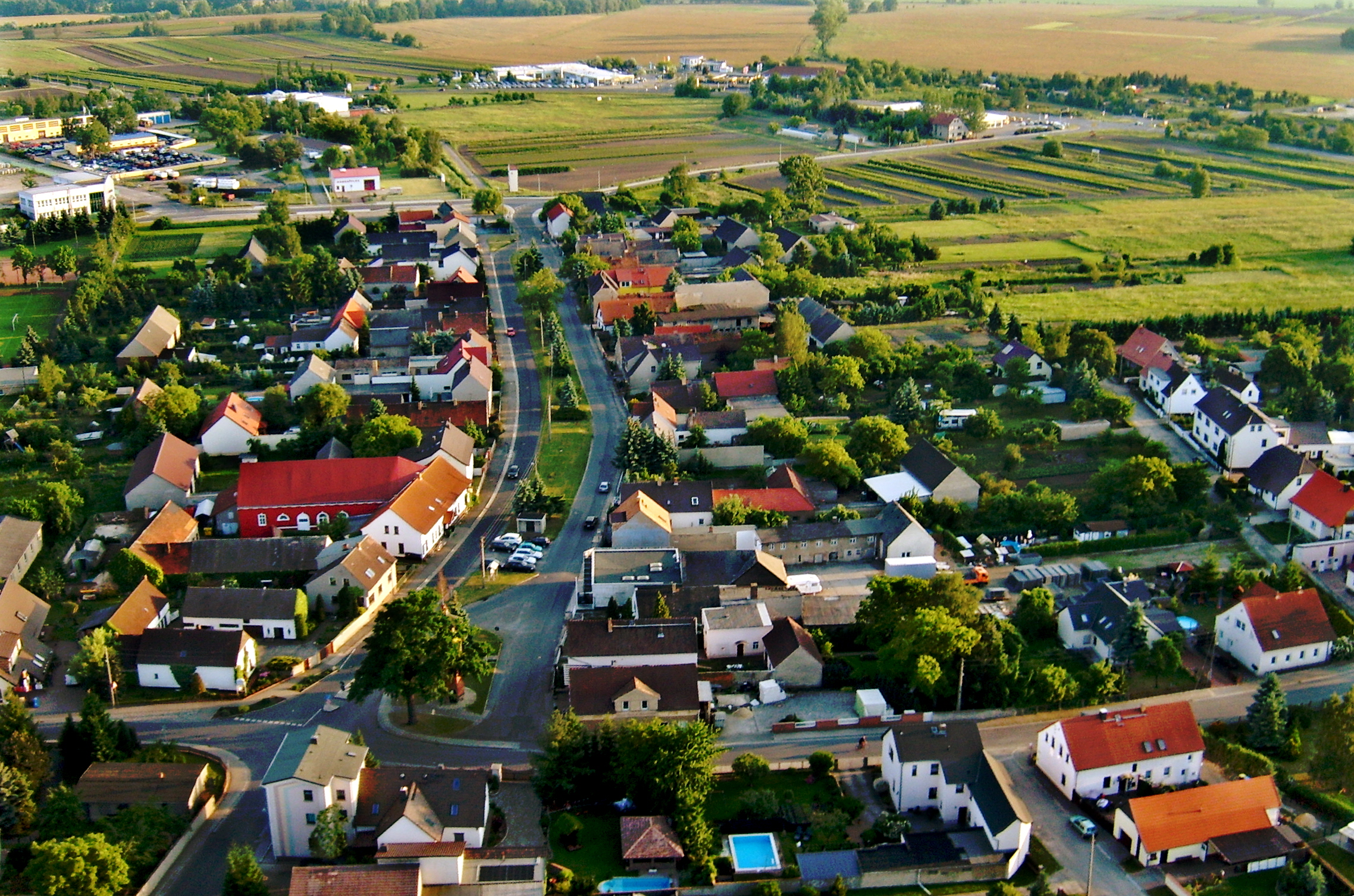
Die Breite Straße im historischen Ortskern von Biehla

Biehla verdankt seinen Namen dem altsorbischen běl, was so viel bedeutet wie weiß oder glänzend und sich möglicherweise auf die im Norden gelegene Erhebung bezieht (Běla gora → heller, lichter Berg).
Die frühesten Siedlungsfunde in der Gemarkung Biehla stammen aus der Stein-, Bronze- und Eisenzeit. Es wurden Feuersteinmeißel und Reste von bronze- und eisenzeitlicher Siedlungs-Keramik, wie die Scherben eines Siebgefäßes, sowie ein Bruchstück eines Webgewichtes gefunden. Der nordwestlich der Ortslage gelegene Flurname Ahle Biehle weist auf eine mögliche Ortsverlagerung im Mittelalter hin.
Die erste Erwähnung des Ortes erfolgte 1406 in der Landbete des Amtes Großenhain als Bele. Zu jener Zeit hatte der Ort 17 Hufen. Aufgrund des slawischen Ursprungs des Namens wird angenommen, dass der Ort von Sorben gegründet wurde. Im Jahr 1672 erschien in den Kirchenvisitationsberichten der Ephorien Elsterwerda und Liebenwerda der Name Piehla beziehungsweise Biehla.
Die Erbherren von Biehla saßen auf dem Gut in Krauschütz. Der Ort durchlebte eine ähnliche Geschichte der Herrschaftsgeschlechter wie die anderen Dörfer der Herrschaft Elsterwerda. Von 1312 bis 1512 waren dies die Herren des Rittergeschlechts von Köckritz, ihnen folgte der Herzog von Sachsen Georg der Bärtige und 1529 das Geschlecht von Maltitz. Auch nachdem das Herrschaftsgebiet 1611 geteilt war und ein Teil in den Besitz des Adelsgeschlechts von Rohr überging, verblieb Biehla zunächst bei den bisherigen Besitzern, die 1688 auf dem Gut in Kotschka saßen.
Der 1618 beginnende Dreißigjährige Krieg zog die Orte des Elbe-Elster-Gebietes stark in Mitleidenschaft. Bereits 1631 war der kaiserlich-habsburgische General Rudolf von Tiefenbach mit 15.000 Mann durch die Niederlausitz gezogen und erreichte am 16. August das Elsterwerdaer Herrschaftsgebiet. Im Jahr 1637 waren es die Scharen des schwedischen Generals Johan Banér, die ihr Winterquartier bis zum Frühsommer in Torgau bezogen und die Orte der Region bis in den Schraden hinein ausplünderten und in Brand setzten. Am 12. April 1641 verwüsteten Truppen des schwedischen Feldherrn Carl Gustav Wrangel Elsterwerda, Biehla und Krauschütz. Seitdem lagen in Biehla sechs Höfe wüst. Im Jahr 1643 nahm die Reiterei des Schweden Lennart Torstensson in Elsterwerda Quartier und noch am 15. Juni 1653 heißt es von Biehla: „es ist durch das Kriegswesen ganz verwüstet und zur Einöde geworden.“ Von 1669 bis 1691 konnte das Dorf keine Steuern zahlen. Die Gründe dafür waren vielfältig. Im Jahre 1669 war ein totales Viehsterben die Ursache. 1670/71 und 1680 waren es starke Überschwemmungen der Schwarzen Elster, die den Ort heimsuchten. Im Jahr 1673 rief der Mäusefraß zur Erntezeit und 1677 eine große Dürre die Not hervor. Da Pfändungen aufgrund der Armut des Ortes immer wieder scheiterten, erließ man schließlich dem Dorf die Steuerschulden.

### Mühlen und Weinbau

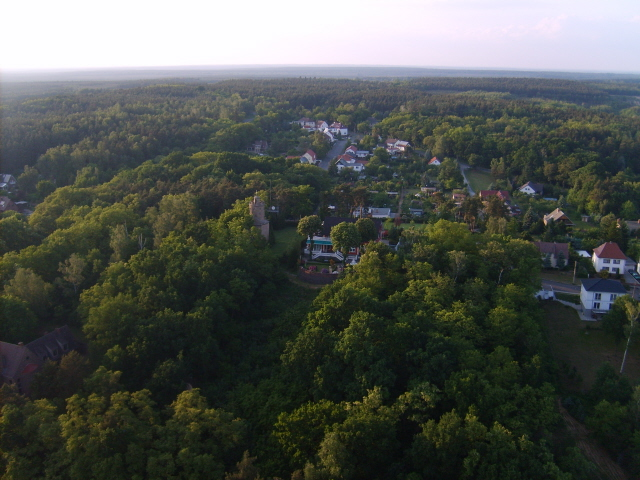
Güterbank – im Vordergrund der Biehlaer Winterberg mit dem Wasserturm und den Gebäuden der einstigen Gaststätte

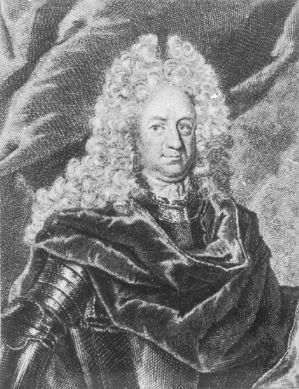
Woldemar Freiherr von Löwendal (1660–1740)

Im Norden des Stadtteils befindet sich eine Erhebung, die Güterbank. Etwas oberhalb der Ortslage entsprang der Biehlaer Dorfgraben (Doge), dessen Wasser zum Mühlenantrieb genutzt wurde. Bereits um 1530 wurden der Ohbermoller und der Nyder Moller in Biehla erwähnt. Im Jahr 1764 gab es als Bestandteil des Kammergutes Elsterwerda im Ort drei Wassermühlen, die Ober-, Mittel- und Untermühle. Zwei der Mühlen wurden mit einem Gang betrieben, eine weitere mit zwei Gängen. Die Obermühle soll mit einem Durchmesser von zwölf Metern das größte oberschlächtige Mühlrad der Provinz Sachsen besessen haben. Um einen gleichmäßigen Abfluss für den Mühlenbetrieb zu gewährleisten, wurde das Wasser in Weihern gestaut, die man auch zur Fischzucht nutzte. Eine vierte Mühle befand sich nordwestlich des Dorfes an der Haidaer Straße.
Die Südhänge des Berges liegen der Niederung der Schwarzen Elster zugewandt, weshalb sie einst zu einem traditionellen Standort des Weinbaus wurden. Bis weit in das 16. Jahrhundert hinein ist dort der Anbau von Wein belegt. Bis in die Gegenwart hat sich in der Umgebung das Sprichwort „Biehlscher Wein und Heedscher Most zieh’n den Mund von West nach Ost“ erhalten.
Die Elsterwerdaer Herrschaft besaß einen Weinberg von 17 Morgen Größe auf dem Winterberg, den man damals den Weißen Berg oder auch den Sandberg nannte, und es gab etwa 42.000 Weinstöcke. Außerdem befanden sich am Berghang Weinkeller und zwei Weinpressen. Weiterhin gab es ein fünfeckiges Lustschlösschen der Herrschaft von Maltitz. Die Bauern selbst besaßen östlich der Kraupaer Straße ebenfalls einen 14 Morgen umfassenden Weinberg mit 33.983 Weinstöcken im April des Jahres 1820.
Aus einem Erbrezess des Erasmus von Maltitz des Jahres 1699 ist ersichtlich, welche Hofdienste dieser für den erbherrlichen Weinberg von den Biehlaern verlangte.
„18 Hüfner zu Biehle sein schuldig, jedweder 30 Füdergen Dinger in den Weinberg zu führen, bekommen von der Herrschaft für solche Anführung jährlich 12 Silbergroschen.“
„Bei der Weinlese haben die Biehlaer Hüfner des benötigte Weingefäße von Krauschütz an die Weinpresse zu führen, wie auch an den Festtagen die Herrschaft zu holen und abends wieder heimzuführen.“
Freiherr Woldemar von Löwendal, der 1707 das Elsterwerdaer Schloss und das dazugehörende Herrschaftsgebiet erwarb, verlangte von den Bauern eine Arbeitsleistung auf den Gutsfeldern bis 23 Uhr. Deshalb verklagten sie ihn vor dem Hofgericht in Dresden. Das Gericht setzte die täglichen Frondienste auf die bis dahin üblichen Zeiten von Sonnenaufgang bis Sonnenuntergang fest. Auch die geforderten unentgeltlichen Lohnfuhren musste der Gutsherr künftig bezahlen. Der Adlige geriet Jahre später in Geldnot und so gelang dem Biehlaer Bauern Hans Richter 1724 der erste Einbruch in den Zwang der Lehnshoheit. Er kaufte Löwendal den Wintzerschen Garten mit der Mittelmühle in Biehla unter der Bedingung ab, dass der Gutsherr den Käufer von allen Frondiensten auf den gekauften Grundstücken entbinde und die Lehnshoheit darüber ausdrücklich aufhebe. Auf diese Weise wurde die erste freie Bauernstelle in Biehla geschaffen.
Von Löwendal musste schließlich seinen Besitz in Elsterwerda mit allem Zubehör auf Drängen seiner Gläubiger am 20. März 1727 öffentlich vor dem Amte in Dresden zwangsversteigern lassen. Der höchstbietende sächsische Kurfürst August der Starke wurde damit auch Herr von Biehla. Er schenkte den Besitz seiner Schwiegertochter Maria Josepha von Österreich, der Gemahlin des späteren Königs August III. von Polen.

### Das weiße Pferd von Biehla

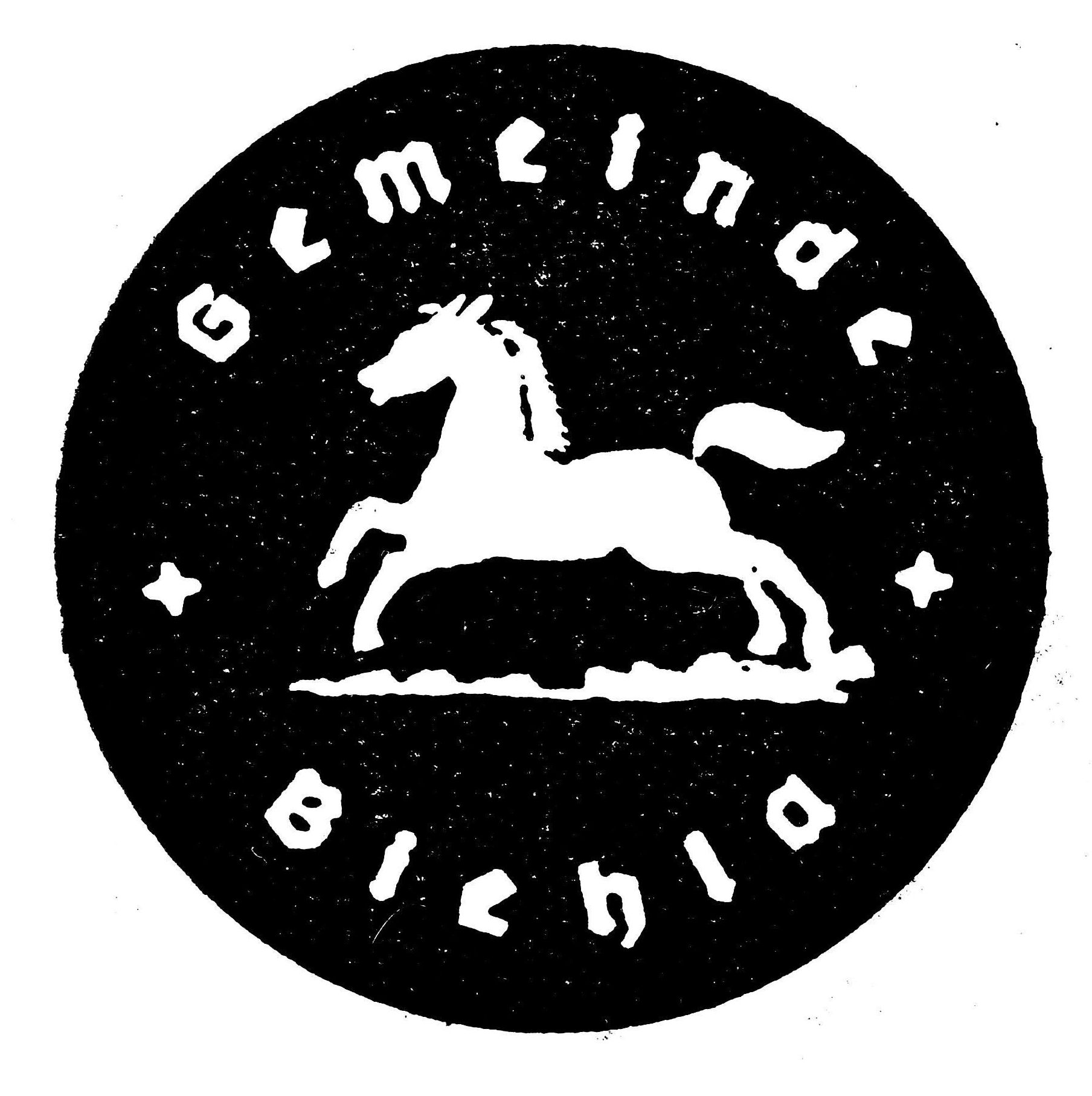
Einstiges Gemeindesiegel von Biehla

Eine Legende hat sich aus der Zeit der Befreiungskriege (1813–1815) erhalten, zu denen die Biehlaer seither eine besondere Beziehung haben. Insbesondere im Vorfeld der Leipziger Völkerschlacht waren die Kampfhandlungen in der Region durch riesige Truppenbewegungen spürbar. Die Bevölkerung hatte unter hohen Abgaben und Zwangseinquartierungen zu leiden. Als die Forderungen unerträglich wurden, stellten die Biehlaer Wachen auf, um bei herannahender Gefahr rechtzeitig gewarnt zu sein. Auf diese Art und Weise konnten Kinder, Frauen und Vieh in einem nahe gelegenen, Kühfurt genannten Sumpfgebiet versteckt werden, das mit dichtem Erlen- und Weidengestrüpp bewachsen und dessen Zugang nur den Ortskundigen bekannt war.
Von allen Pferden im Ort war zum Ende des Krieges nur der Schimmel der Frau des Ortsrichters übrig geblieben. Die Freude darüber, dass wenigstens dieses eine Tier überlebte, war so groß, dass es später als Wappentier in das Ortssiegel von Biehla Einzug hielt.
Infolge der Bestimmungen des Wiener Kongresses im Jahre 1815 gelangte der Ort vom Königreich Sachsen an den Regierungsbezirk Merseburg der preußischen Provinz Sachsen. Bald darauf wurden im Jahr 1825 die Dörfer von den Hof- und Spanndiensten befreit. Biehla hatte zu dieser Zeit eine Gemarkungsgröße von 2457 Morgen, wovon 397 Gemeindeland für die gemeinsam betriebene Ochsen-, Kuh- und Pferdehutung waren. Mit der Separation erfolgte die Aufteilung des Gemeindeeigentums und jedem Einwohner stand je nach Grundbesitz eine gewisse Anzahl von Tieren zu. Die Herde umfasste zu dieser Zeit 38 Pferde, 299 Stück Rindvieh, 550 Schafe und 46 Schweine.

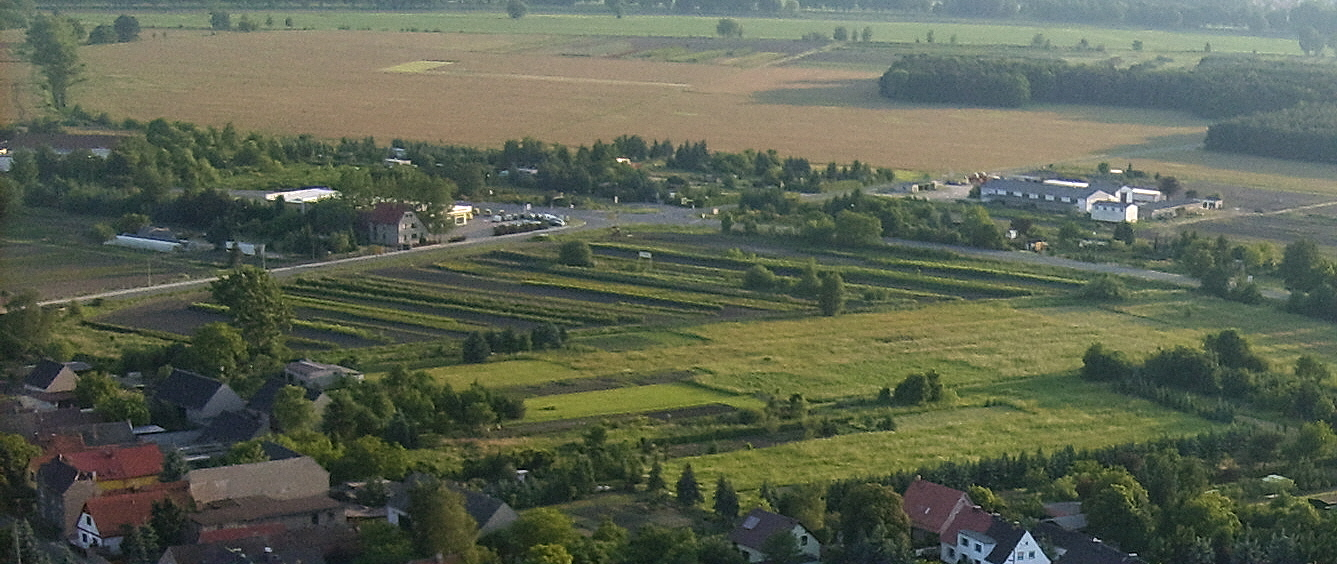
Baumschulenfelder in Biehla

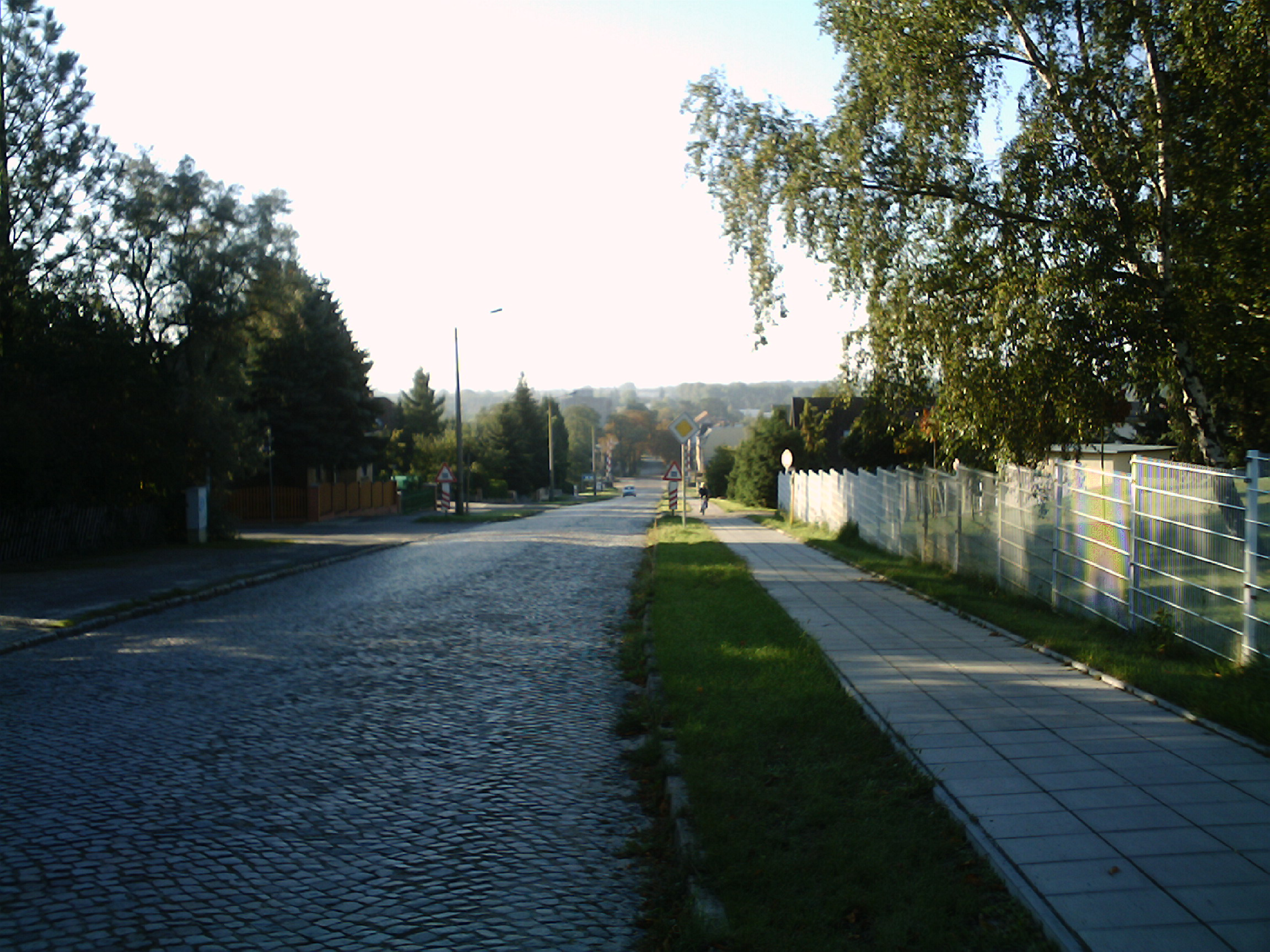
Berliner Straße im Bereich des Winterbergs

Der Biehlaer Weinbau aber ging im 19. Jahrhundert immer mehr zurück und verlor an Bedeutung, da er sich für die Winzer wegen drastischer Ertragseinbußen nicht mehr lohnte. So wurde auf den Biehlaer Flächen 1859 noch ein Brutto-Weinmost-Gewinn von 433 Eimern erzielt; zwei Jahre später aber nur noch 47. Vermutlich spielte dabei die Regulierung der Schwarzen Elster von 1852 bis 1861 eine große Rolle, da die unzähligen Fließe, Lachen und Sümpfe des Elstervorlandes verschwanden. Den Reben fehlte der Tau und der Nebel, die der unregulierte Elsterstrom aufsteigen ließ.:S. 75–79.
Gegen Ende des 19. Jahrhunderts begann sich in Biehla neben der herkömmlichen Landwirtschaft das Baumschulwesen zu etablieren. Wie im benachbarten Haida hat auch hier die Zucht von Forstpflanzen eine lange Tradition und so sind in der Niederung der Schwarzen Elster die entsprechend genutzten Flächen häufig zu finden. Der Haidaer Eduard Schmidt (1861–1955) siedelte nach seiner Eheschließung etwa um 1880 nach Biehla über, wo er die örtliche Forstpflanzenzucht begründete. Daneben betätigte Schmidt sich als Besenbinder und verkaufte Leinöl, da die Einkünfte aus der Pflanzenzucht zum Lebensunterhalt nicht ausreichten. Um 1902 siedelte sich wiederum durch Heirat ein weiterer Haidaer in Biehla an, Gustav Schmidt, Neffe von Eduard Schmidt, der sich ebenfalls auf die Forstpflanzenzucht spezialisierte. Er wurde einer der erfolgreichsten, wohlhabendsten und bekanntesten Pflanzenzüchter im Kreis, der seine Anbauflächen durch den Zukauf weiterer Felder laufend erweiterte.

### Die Industrialisierung

Fahrradproduktion in der Elfa um 1906

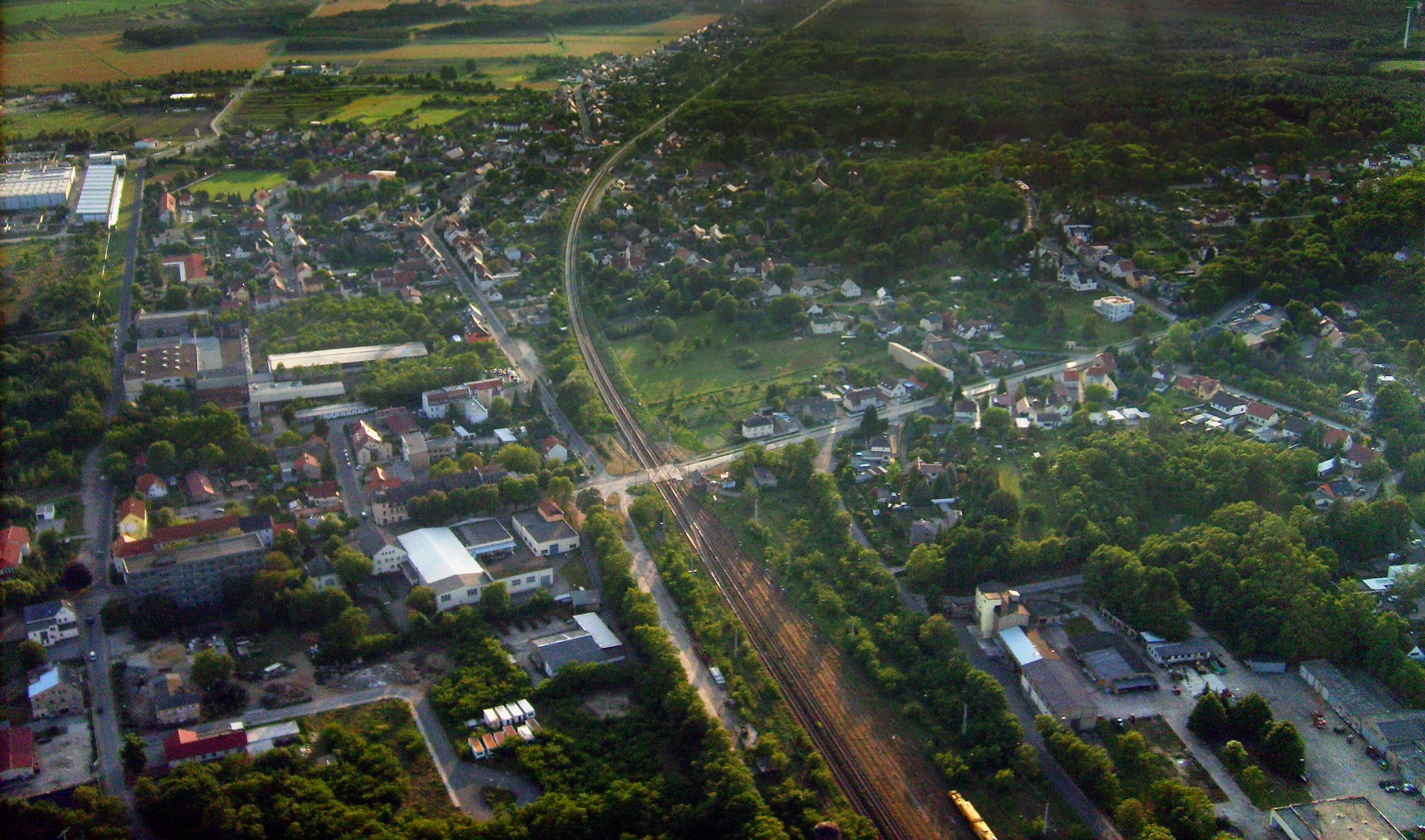
Stadtteil Biehla von Osten gesehen

Durch Biehla führt die Bundesstraße 101. Der Abschnitt im Bereich des Ortes wurde 1827 mit Streckenbegradigungen über den Biehlaer Winterberg mit einem Aufwand von 9000 Talern ausgebaut. Der preußische König Friedrich Wilhelm III. genehmigte persönlich den Bau der Straße, nachdem er im gleichen Jahr auf dem Weg nach Teplitz an der nahe gelegenen Güterbank aufgrund der schlechten Straßenverhältnisse seine Kutsche mehrmals verlassen musste. Die dreimal wöchentlich von der Schnellpost benutzte Straße war bis zum Bau der Autobahn 113 im Jahre 1935 die wichtigste Straßenverbindung zwischen der Reichshauptstadt Berlin und Dresden.
Mitte des neunzehnten Jahrhunderts begann auch in Biehla die Industrialisierung. Am 20. November 1868 genehmigte das Bergamt die Eröffnung der Braunkohlengrube Robert nordöstlich der Biehlaer Ortslage an der Chaussee von Elsterwerda nach Liebenwerda. Die Kohle wurde dort zunächst im Tiefbau gewonnen. 15 Bergleute förderten jährlich 1500 Tonnen Braunkohle. Nachdem man die Kohle ab 1880/81 zunehmend im Tagebau gewonnen hatte, wurde die in der Folgezeit zurückgehende Produktion im Jahre 1886 eingestellt.
Mit dem Bau der Oberlausitzer Eisenbahn von Kohlfurt über Biehla bis Falkenberg im Jahre 1874 und der Eröffnung der Berlin-Dresdner sowie der Elsterwerda-Riesaer Eisenbahn ein Jahr später wurde der Ort zu einem wichtigen Verkehrsknotenpunkt. In der Folgezeit kam es zu Industrieansiedlungen und die Einwohnerzahl des Ortes erhöhte sich wesentlich. Während die Standorte der Betriebe vorrangig im Bereich der Berliner Straße lagen, entwickelte sich die Wohnbebauung vor allem entlang der Haidaer Straße. 1913 beschäftigten die fünf größten Industriebetriebe des Ortes mehr Arbeiter als die Unternehmen der benachbarten Stadt Elsterwerda. Der größte war zu jener Zeit eine Steingutfabrik, deren Produktion am 25. Januar 1900 begann. Mit 388 Beschäftigten war sie einer der wichtigsten Arbeitgeber der Umgebung. Das zweitgrößte Unternehmen war die 1894 von Carl Wilhelm Reichenbach mit dem Werkmeister Springer aus Lauchhammer gegründete Elsterwerdaer Fahrradfabrik (Elfa), die 1914 zweihundert Arbeiter beschäftigte und ab 1928 auch Motorräder herstellte. Weitere größere Unternehmen waren die Germania-Sandwerke (57 Beschäftigte), die Schraubenfabrik Oskar Lorenz (66) und die Phönicia-Werke (61), die Metallschrauben, Muttern und Fassonteile produzierten. Außerdem siedelten sich zahlreiche Handwerks- und Einzelhandelsbetriebe im Ort an. So gab es in Biehla zeitweise bis zu fünfundzwanzig Lebensmittelgeschäfte.

### Zeit des Nationalsozialismus
Nach der Machtergreifung durch die NSDAP installierte man auf der Spitze des Biehlaer Wasserturms ein in der Niederung weit sichtbares, mit Glühlampen besetztes Hakenkreuz. Am 1. April 1940 wurde Biehla, dessen Einwohnerzahl inzwischen auf 2568 gewachsen war, gemeinsam mit Krauschütz nach Elsterwerda zwangseingemeindet. Der ein halbes Jahr zuvor begonnene Zweite Weltkrieg hatte auch Auswirkungen auf das Leben in Biehla. Wie bereits im Ersten Weltkrieg mussten viele der ansässigen Betriebe ihre Produktion auf Rüstungsgüter umstellen. So stellte die Elfa., die zu Beginn des Krieges noch etwa 500 Arbeitskräfte beschäftigte, unter anderem Gewehrschlösser, Bodenzünder und Leichtsturmgewehre her. Bald wurden in den Betrieben auch Kriegsgefangene eingesetzt, welche die zum Kriegsdienst einberufenen Arbeiter ersetzen mussten. Allein in der Steingutfabrik arbeiteten bis zu 70 Kriegsgefangene aus Frankreich und der Sowjetunion, die nach ihrer Nationalität getrennt in Baracken auf dem Betriebsgelände lebten. Unter ihnen befanden sich Insassen des Kriegsgefangenenlagers der Wehrmacht, Stalag IV-B in der Nähe von Mühlberg. In der Winterberg-Gaststätte wurde ein Lazarett eingerichtet.
In den letzten Tagen des Zweiten Weltkrieges traf die Stadt am 19. April 1945 ein Großangriff von 137 amerikanischen B-17-Bombern, der vor allem den Eisenbahnanlagen galt. Ihm fielen der Biehlaer Verschiebebahnhof und die in dessen unmittelbarer Nähe gelegenen Fabrikanlagen wie die der Elfa sowie der Metallschraubenfabrik Phönicia und auch das an der Berliner Straße gelegene Hotel Elfa fast vollständig zum Opfer.

### Von der Nachkriegszeit bis zur Deutschen Wiedervereinigung

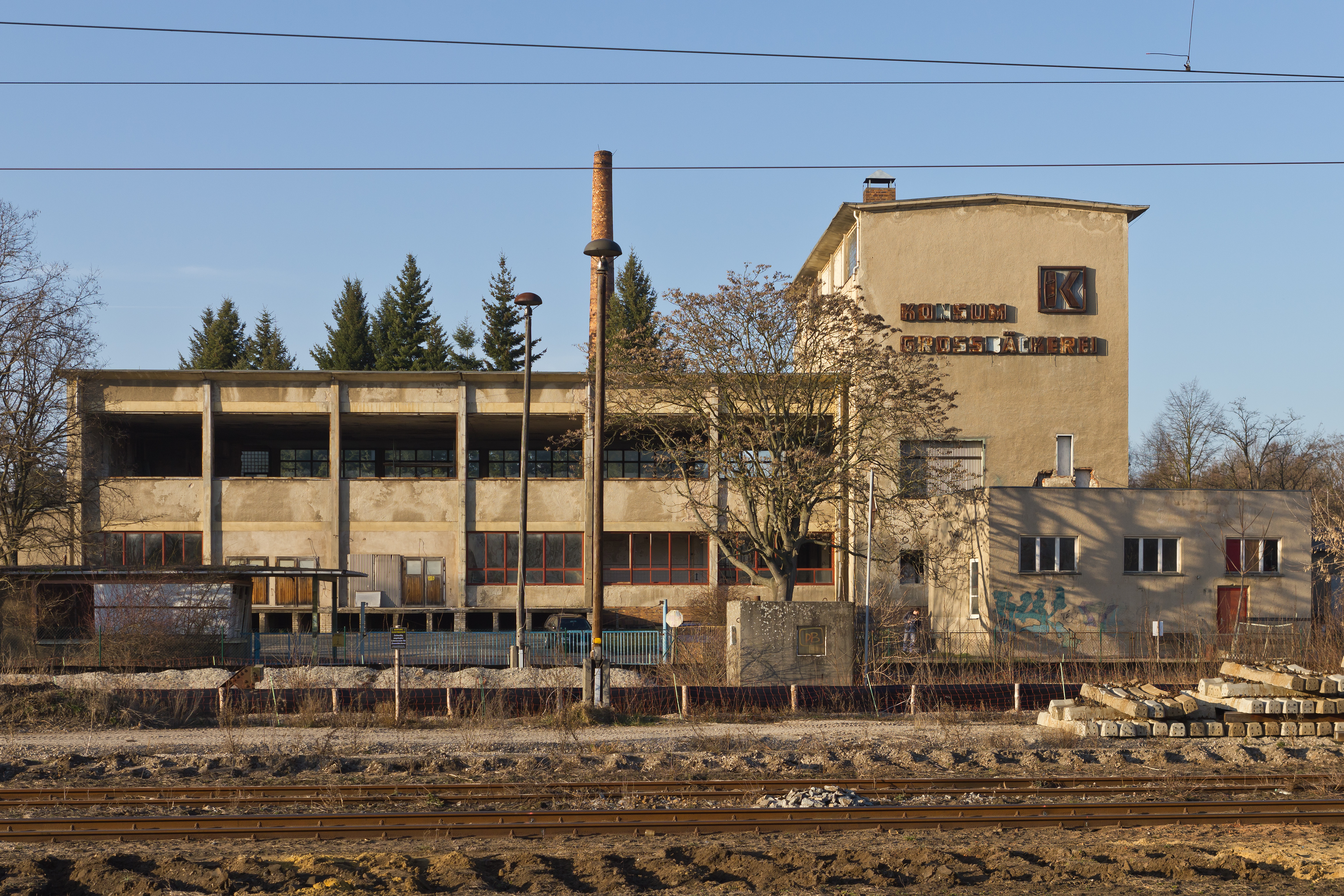
Ehemalige Großbäckerei

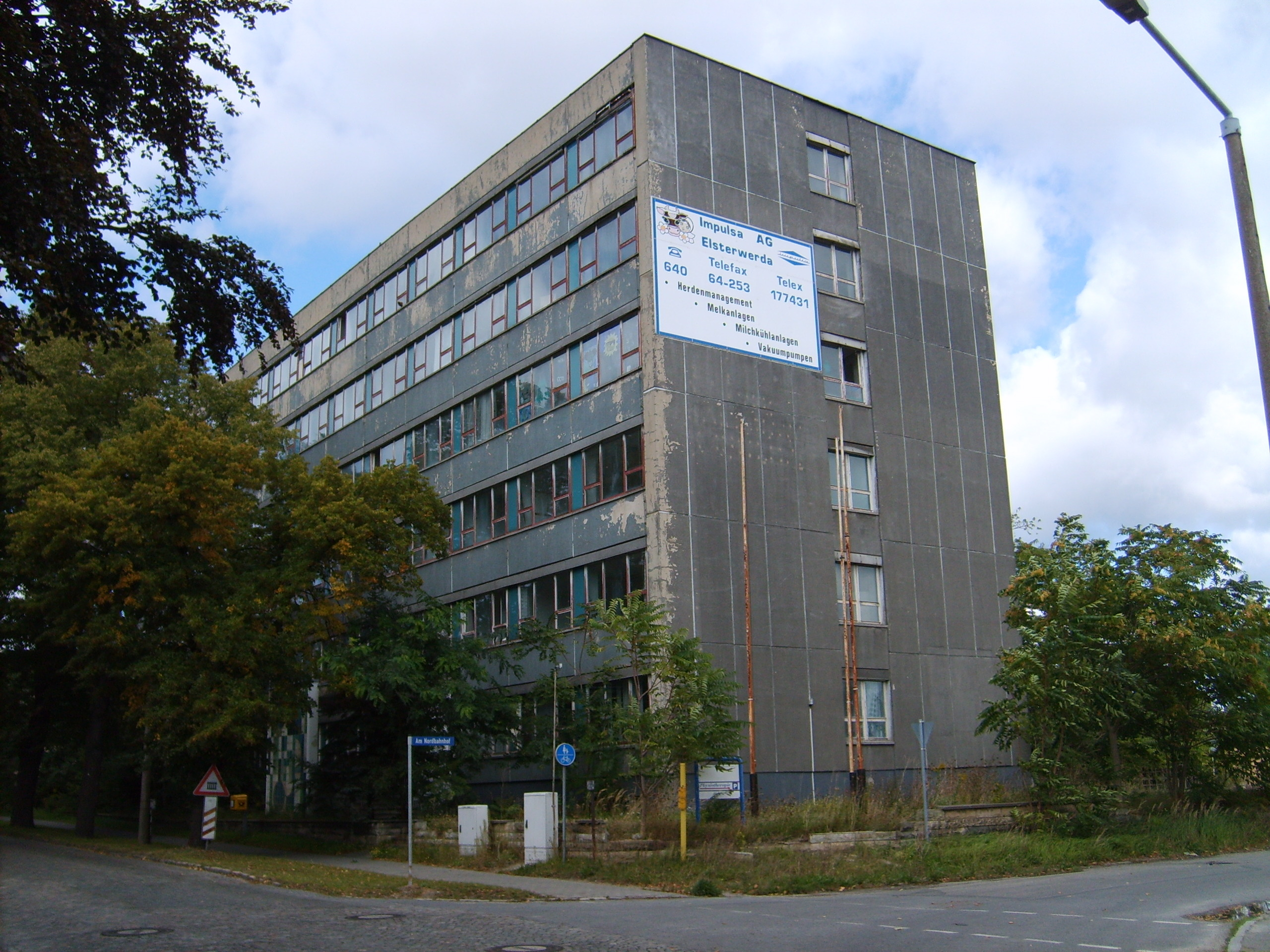
Das einstige IMPULSA-Verwaltungs-Gebäude in der Berliner Straße

Nach dem Krieg wurde die Steingutfabrik, die den Krieg nahezu unbeschädigt überstanden hatte, unter sowjetische Verwaltung gestellt. Die sowjetische Besatzungsmacht demontierte die Anlagen bis zum März 1946 und transportierte sie in zwei Transportzügen ab. Trotzdem nahm der Betrieb, der zunächst an den Besitzer zurückgegeben wurde, im Herbst 1947 die Produktion mit 40 Arbeitern wieder auf. Die im Krieg zerstörte Elsterwerdaer Fahrradfabrik (ELFA) wurde unmittelbar nach dem Krieg Volkseigener Betrieb. In den Ruinen stellte man zunächst Sackkarren und kleine Wagen her. Ab 1953 spezialisierte man sich auf die Produktion von Anlagen zur Milchgewinnung, wie Stallmelkanlagen und Melkkarussels, und wurde zum größten Arbeitgeber der Stadt und des ehemaligen Kreisgebietes Bad Liebenwerda. Ein Meilenstein in dieser Zeit war die Entwicklung des ersten Melkkarussels und dessen Inbetriebnahme im Jahr 1969. Am 1. Januar 1970 wurde die ELFA Leitbetrieb des VEB Kombinat Impulsa.
Ab den 1950er Jahren gab es auf dem Gebiet der DDR verstärkt Bestrebungen, die einzelnen bäuerlichen Landwirtschaftsbetriebe zu kollektivieren und zu industrialisieren, wobei nicht selten erheblicher Druck ausgeübt wurde. Im Dezember 1959 gründete man in Biehla die LPG Grüne Heide, die sich auf die Forstpflanzenzucht spezialisierte. Zunächst bewirtschaftete man 22 Hektar Anbaufläche. Im Jahr 1961 war diese auf 33 Hektar und später auf etwa 40 Hektar gewachsen. Weitere in Biehla ansässige landwirtschaftliche Betriebe waren die LPG Vorwärts, die aus dort ansässigen Bauernwirtschaften gegründet wurde und etwa 215 Hektar Nutzfläche bewirtschafteten, sowie die GPG Elsterrose mit etwa 20 Hektar Anbaufläche.
Am 1. Juli 1965 nahm am Biehlaer Lutzweg unmittelbar nördlich des Biehlaer Bahnhofes eine Konsum-Großbäckerei die Produktion auf. In den 1970er Jahren produzierte der Betrieb täglich 8000 Brote, 70.000 Brötchen und 4 Tonnen Konditoreiwaren für sechs Kreise der Umgebung.
Nachdem das wachsende Verkehrsaufkommen in Elsterwerda und der gleichzeitig steigende Güterverkehr auf den sich dort kreuzenden Eisenbahnstrecken in den 1970er-Jahren immer mehr zu Problemen geführt hatte, wurde der Bau einer neuen Straße notwendig, die den Verkehr auf der Fernverkehrsstraße 101 um den Ortsteil herumführte und damit vor allem das Stadtzentrum von Elsterwerda sowie das ebenfalls stark betroffene Biehla entlastete. Die Straße sowie eine die Bahnstrecke Dresden–Berlin überspannende Brücke wurden am 30. Juni 1978 freigegeben.

### Jüngere Vergangenheit
Nach der politischen Wende wurden die landwirtschaftlichen Genossenschaften wieder aufgelöst und die Flächen wieder durch private Unternehmen bewirtschaft. Außerdem wurden die meisten volkseigenen Betriebe des Stadtteiles privatisiert. Viele davon konnten ihre Produktion unter den Bedingungen der sozialen Marktwirtschaft fortsetzen. Andere, wie die Konsum-Großbäckerei oder das 1910 unter dem Namen Oberlausitzer Kies- und Sandwerke GmbH (OKS) begründete Kalksandsteinwerk ELSTA gingen in der Folgezeit in Konkurs. Zunächst galt dies auch für die Steingutfabrik. Nach der 1994 erfolgenden Privatisierung des Betriebes durch die Treuhand begannen umfangreiche Modernisierungen der Anlagen. Nach mehrmaligen Besitzerwechseln und der schrittweisen Reduzierung des Personals wurden diese Anfang des neuen Jahrtausends allerdings endgültig demontiert und der Betrieb schließlich stillgelegt. Seit 2007 befinden sich ein Großteil der ehemaligen Produktionsflächen im Besitz des Verpackungsmittelherstellers Gizeh. Nachfolgeunternehmen der ELFA ist die 1990 durch die Treuhandanstalt gegründete IMPULSA AG, deren Sitz sich jetzt im Elsterwerdaer Gewerbegebiet-Ost befindet.

### Bevölkerungsentwicklung

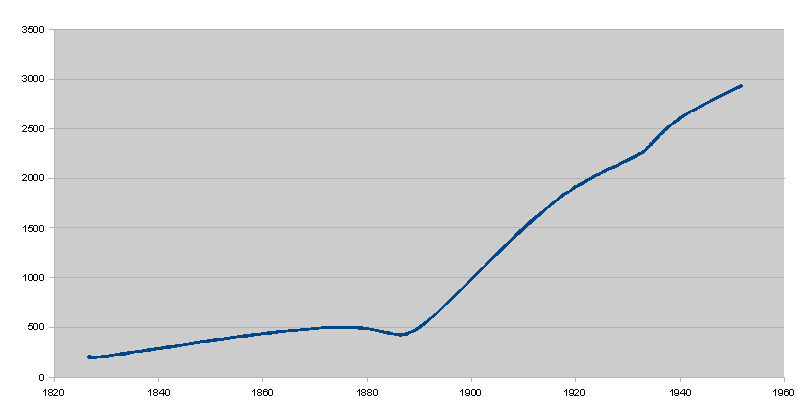
Bevölkerungsentwicklung in Biehla
1827 bis 1952

Im Jahr 1764 besaß der Ort 20 ½ Hufen mit einem Anderthalb-Hüfner, einem Eineinviertel-Hüfner, fünfzehn Ein-Hüfner, einem Halb-Hüfner, drei Viertel-Hüfner, zwei Wassermühlen mit einem Gang, einer Wassermühle mit zwei Gängen und sechs weitere Grundstücke. Außerdem lag ein Anderthalb-Hufengut wüst. 1827 waren es 38 Häuser und 220 Einwohner. 1835 war die Einwohnerzahl mit 38 Wohnhäusern, 247 Einwohnern, 26 Pferden, 163 Rindern und 15 Schweinen nicht wesentlich angestiegen. Mitte des 19. Jahrhunderts setzte mit dem Braunkohleabbau allmählich die Industrialisierung des Ortes ein. Biehla besaß im Jahr 1864 sechsundfünfzig bebaute Grundstücke, ein Anderthalbhufengut, zwölf Einhufengüter, ein Resthufengut, drei Restgüter, drei Halbhufengüter, zwei Gartengüter und zweiundzwanzig Häusler. Weiterhin gab es ein Winzerhaus, vier Weinberggrundstücke und ein Schäferhaus mit Stall.
Mit der Inbetriebnahme der Eisenbahnstrecken und Errichtung der ersten Industriebetriebe um die Jahrhundertwende stieg auch die Einwohnerzahl Biehlas, die sich innerhalb weniger Jahrzehnte von 500 Einwohnern im Jahre 1890 auf 2273 im Jahr 1933 und 2565 im Jahre 1939 mehr als verfünffachte. Im Jahr 1952 war die Zahl der Einwohner Biehlas auf 2941 angestiegen.

## Kultur und Sehenswürdigkeiten

### Freizeit und Kultur

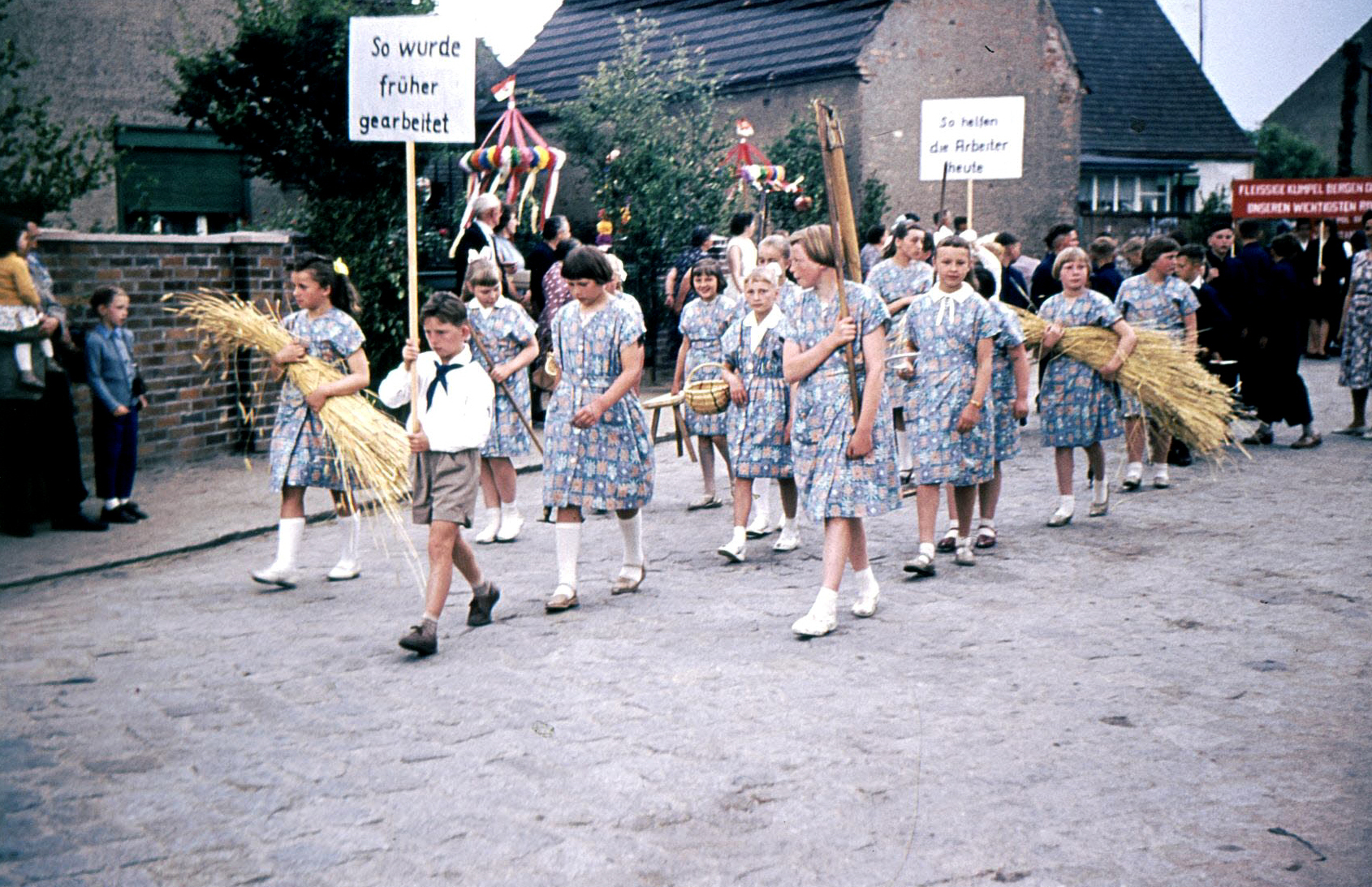
Festumzug zum Biehlaer Schulfest um 1960

Logo des „SV Preußen Biehla“

Eine lange Tradition hat das Biehlaer Vereinsleben. So hinterließen auch längst verschwundene Vereine, wie der Kriegerverein oder der Militärverein, der 1893 am Glockenturm eine inzwischen ersetzte Friedenseiche pflanzte, ihre Spuren. Um 1926/27 verzeichnete das Einwohnerbuch 18 Vereine.
Einer der ältesten war der 1909 gegründete traditionsreiche Sportverein „SV Preußen Biehla“ mit seinen Sparten Fußball, Kegeln, Volleyball und Gymnastik. Im Jahr 1951 erfolgte die Umbenennung in „BSG Motor Elsterwerda-Biehla“. Im Jahr 1974 schloss sich der Verein mit der BSG Lokomotive Elsterwerda zur „TSG Elsterwerda 74“ zusammen, die sich in den 1980er-Jahren in der Bezirksliga dauerhaft etablieren und in der Saison 1983/84 Bezirksligameister werden konnte. Außerdem gewann sie 1984 den Fußball-Bezirkspokal. Nach der Auflösung der TSG erfolgte 1990 eine Neugründung des Vereins der 2011 mit dem „SV Elster 08 Elsterwerda“ zum „SV Preußen Elsterwerda“ fusionierte.
Weiter aktiv sind unter anderem der 2010 entstandene „Funkengarde und Heimatverein Biehla e. V.“ und der 1904 gegründete Kleintierzüchterverein „Elsterperle“, welcher sein Vereinsgelände seit 1972 auf dem Winterberg hat. Die Freiwillige Feuerwehr des Stadtteiles wurde 1891 gegründet. Als Löschzug II der Freiwilligen Feuerwehr Elsterwerda verfügt sie derzeit über zwei Feuerwehrfahrzeuge, ein Löschgruppenfahrzeug sowie ein Mannschaftstransportfahrzeug. Ihr Standort befindet sich in unmittelbarer Nachbarschaft zum Biehlaer Grundschulzentrum. Das zeitweise vom „Europäische Integration Brandenburg e. V.“ in der Berliner Straße betriebene Jugend- und Freizeitzentrum „Elsterdom“ existiert seit 2009 nicht mehr.
Einer der jährlichen Höhepunkte ist im Juni das Biehlaer Schul- und Heimatfest (Sportfest) an der Grundschule, das früher traditionell mit einem Festumzug eröffnet wurde. Seit 1993 treffen sich die Biehlaer Einwohner an Heiligabend um 19 Uhr am Glockenturm zum Weihnachtskonzert.
Geschichtliches zum Stadtteil gibt es im Bad Liebenwerdaer Kreismuseum zu sehen, wo in einer Dauerausstellung zur Regionalgeschichte des Elbe-Elster-Gebietes insbesondere der Biehlaer Weinbau betrachtet wird. Das Mu(h)seum befindet sich auf dem Betriebsgelände der IMPULSA AG im Elsterwerdaer Gewerbegebiet-Ost. Auf etwa 130 Quadratmetern Ausstellungsfläche wird hier die Geschichte der Elfa und des Nachfolgebetriebs IMPULSA dargestellt.

### Der Winterberg

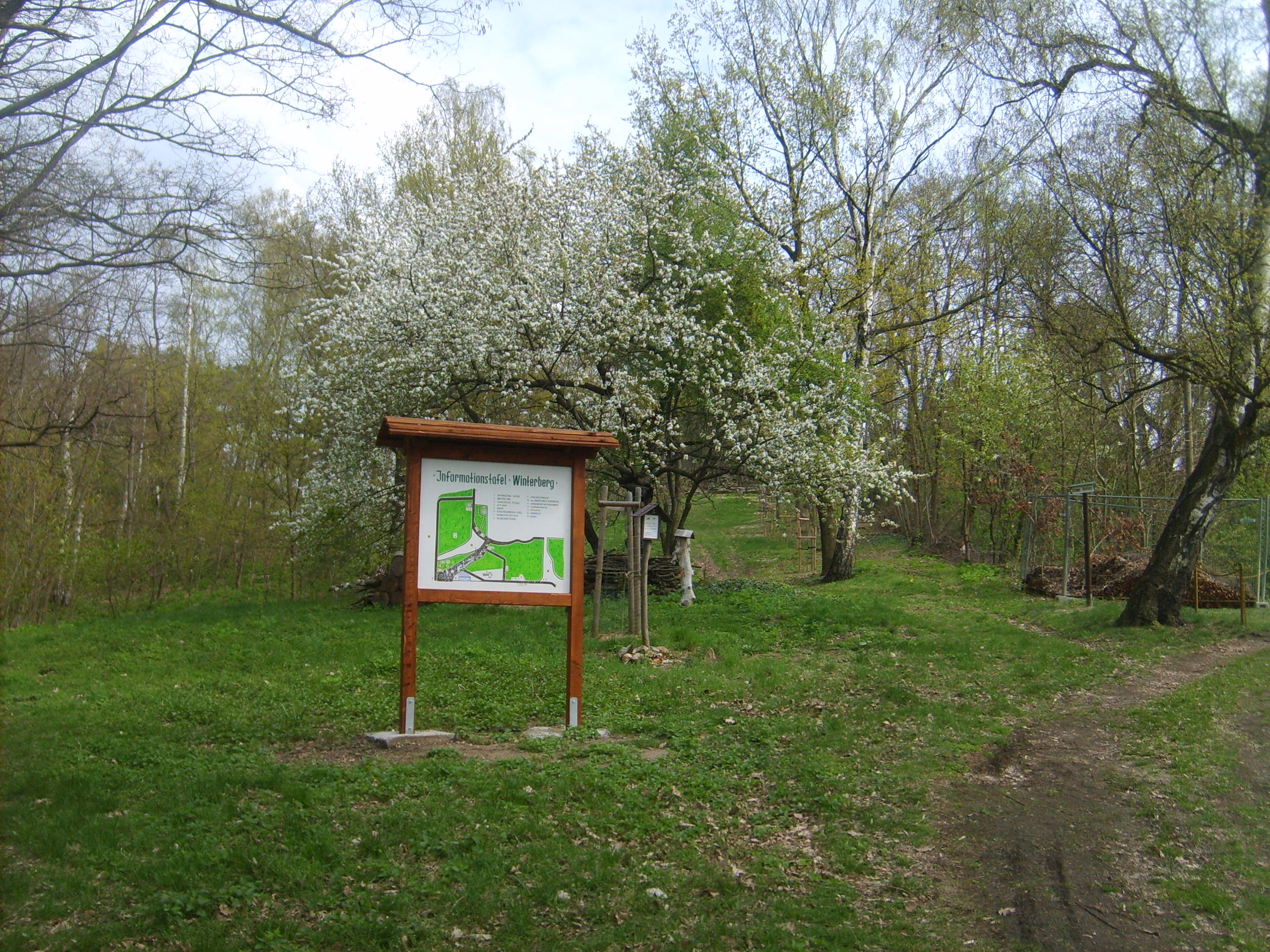
Biehlaer Winterberg

Nördlich der Bahnstrecke Węgliniec–Falkenberg/Elster befindet sich der Winterberg. Er gehört zum Höhenzug der Güterbank und bietet von seiner Anhöhe bei gutem Wetter einen ausgezeichneten Fernblick über die Niederungen der Schwarzen Elster und der Elbe. Seinen Namen erhielt der Berg um 1901 durch den Gastwirt Ernst Winter, der hier am 2. Januar 1902 eine gut besuchte Gaststätte eröffnete. Der spätere Gastwirt Knoll ließ einen Tanzsaal bauen, der damals der größte seiner Art im Kreis Liebenwerda war. Zusammen mit dem 1913 in der Nachbarschaft errichteten Wasserturm wurde das Areal auch bei regionalen Künstlern beliebt, die das Ensemble in zahlreichen Bildern festhielten.
Im April 1945, am Ende des Zweiten Weltkrieges, fiel die Gaststätte einer Brandstiftung zum Opfer, durch die sämtliche Gebäude niederbrannten. 1961 wurde etwas unterhalb des Wasserturms die Christuskirche eingeweiht. Im selben Jahr konnte das Areal der ehemaligen Winterberg-Gaststätte mit den noch darauf verbliebenen Gebäuderesten durch die Stadt Elsterwerda erworben werden. In der Folgezeit wurde auf dem Gelände im Rahmen des Nationalen Aufbauwerks eine neue Wirtschaft errichtet, die im Juli 1964 eröffnet und von der Lebensmittelkette Konsum betrieben wurde. Nach der politischen Wende endete allerdings die gastronomische Nutzung des Komplexes, der sich seither wieder in Privatbesitz befindet.
Auch 2011 noch dient der Winterberg der Naherholung. Rund um den Wasserturm befinden sich unter anderem ein Naturlehrpfad, mehrere Bänke sowie ein Hochbeet.

### Bauwerke

Baudenkmäler in Biehla
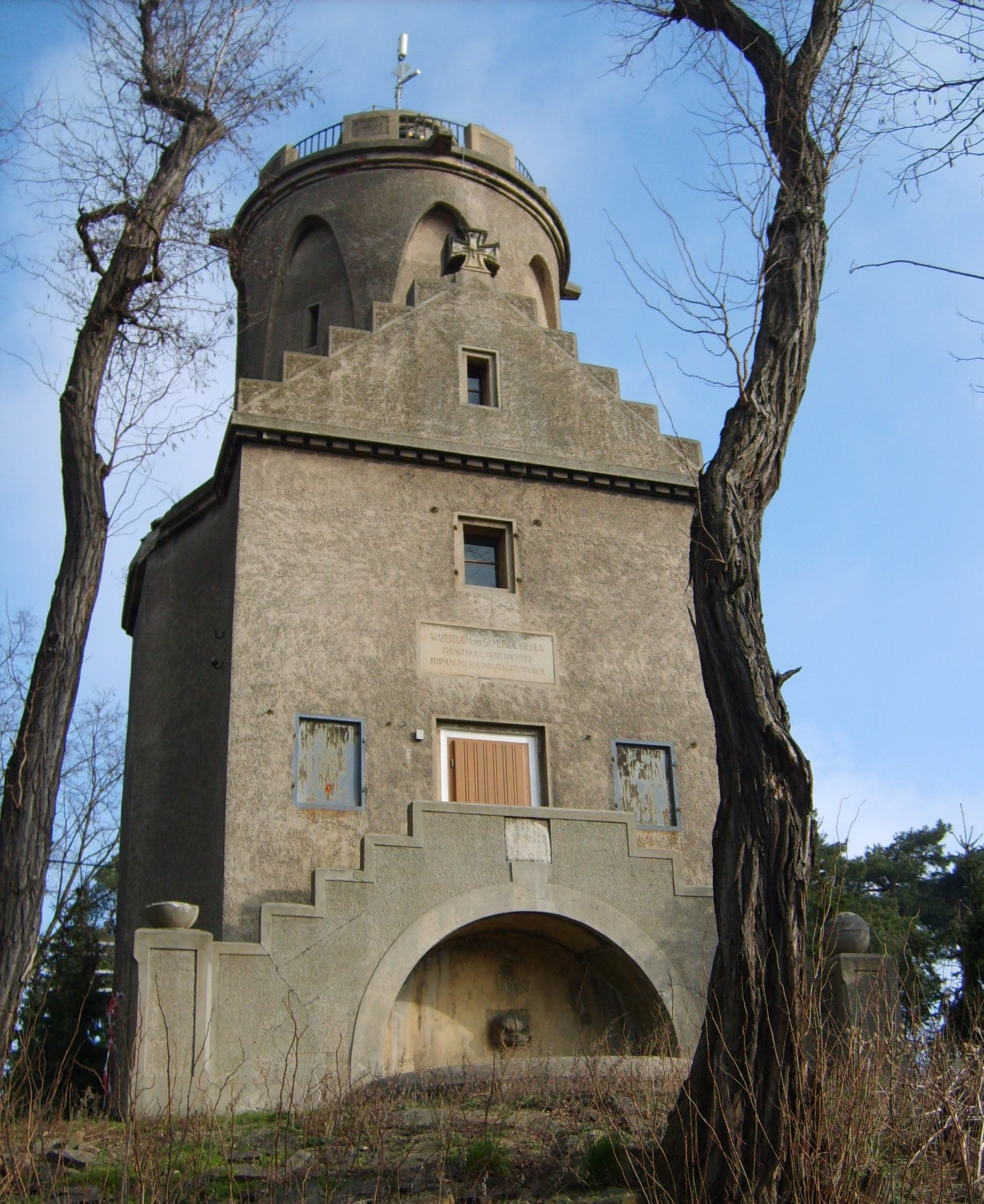
Wasserturm auf dem Winterberg
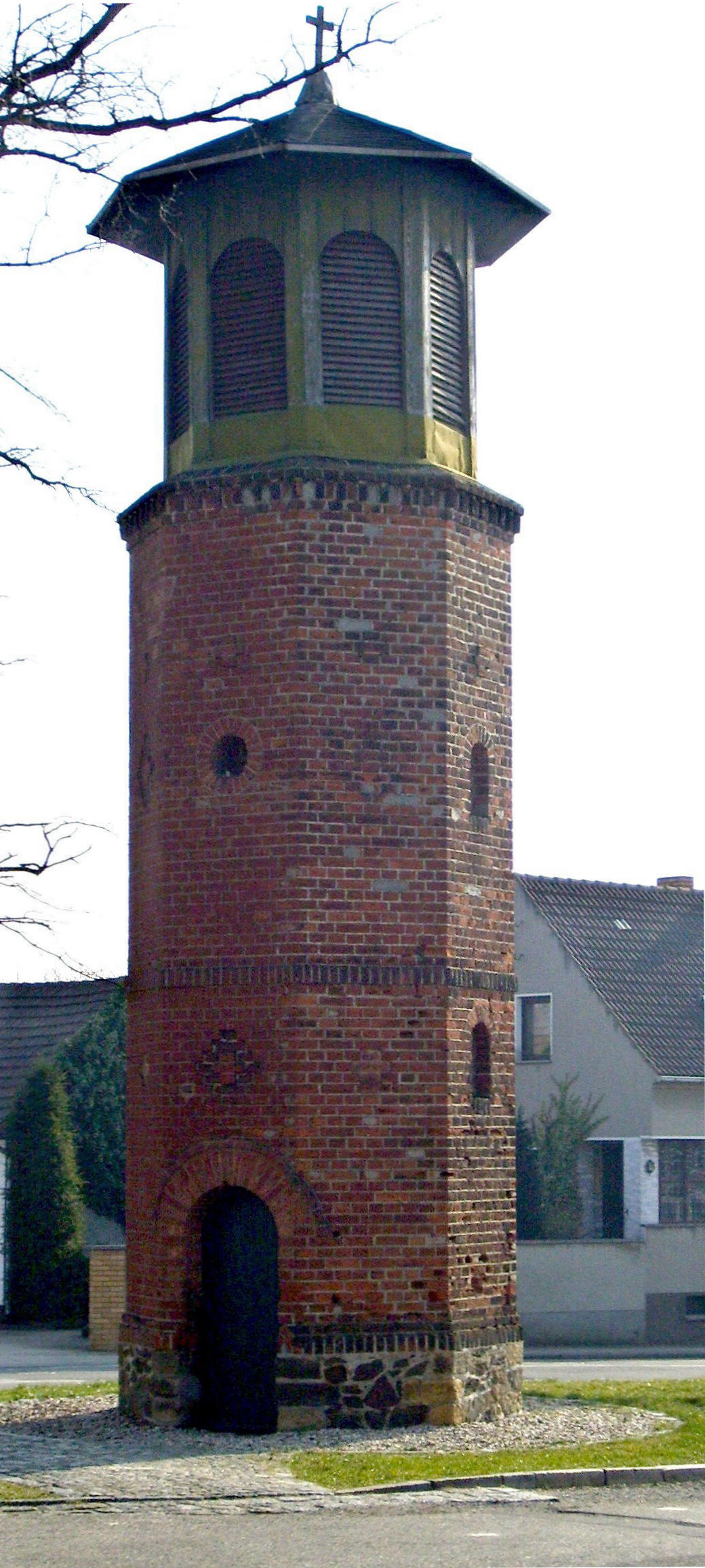
Glockenturm
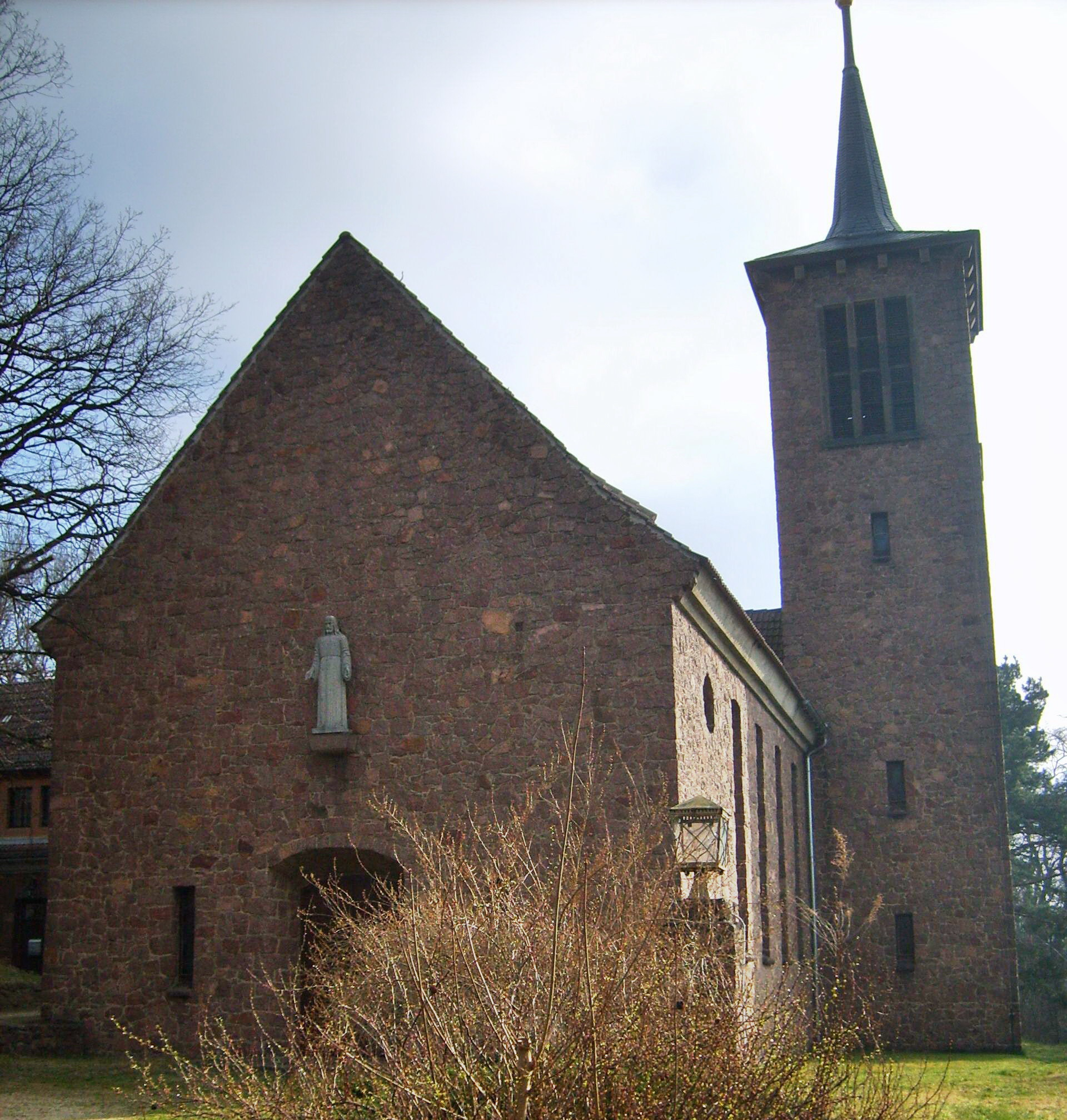
Christuskirche
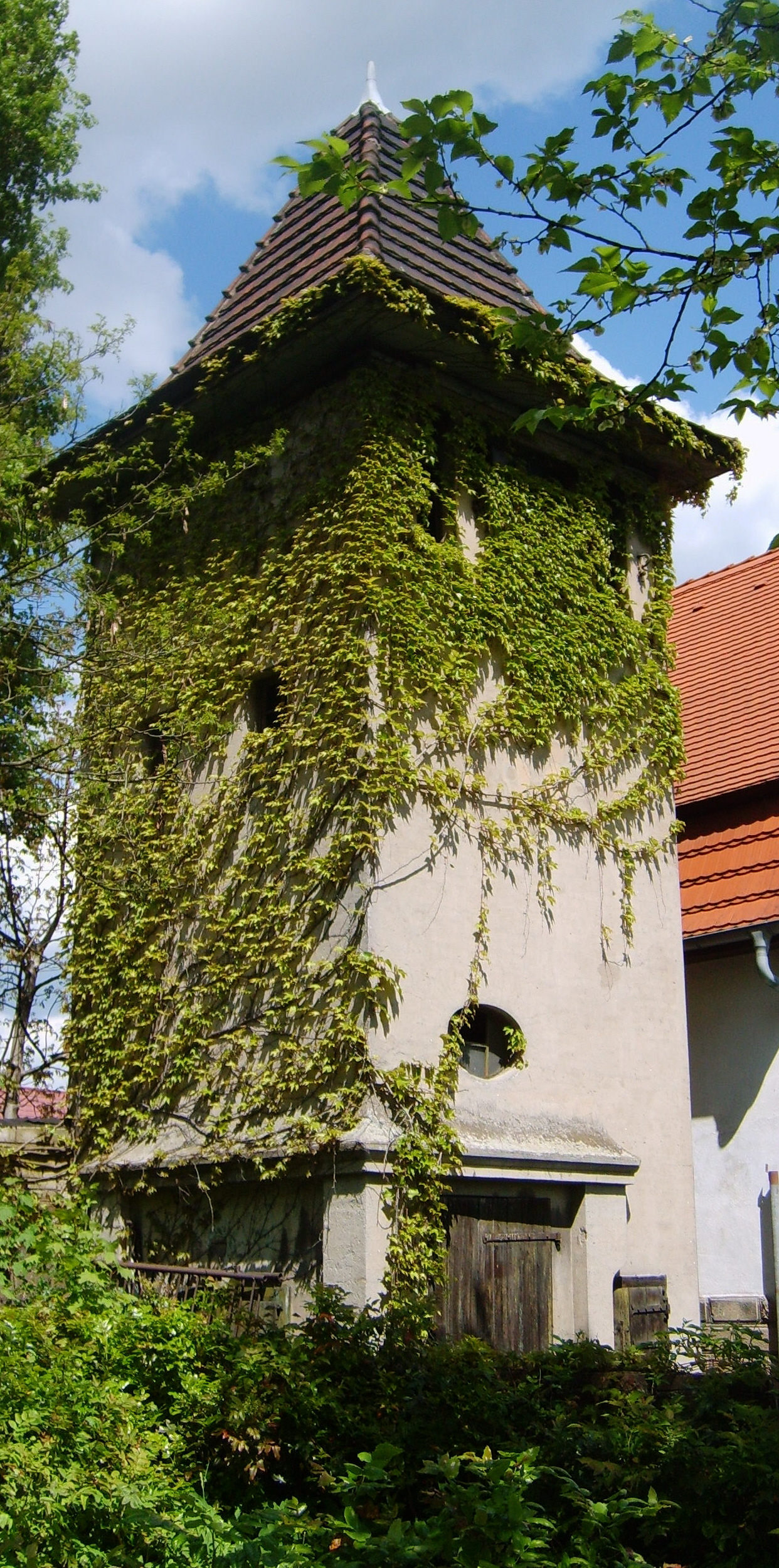
Transformatorenhaus Saathainer Straße

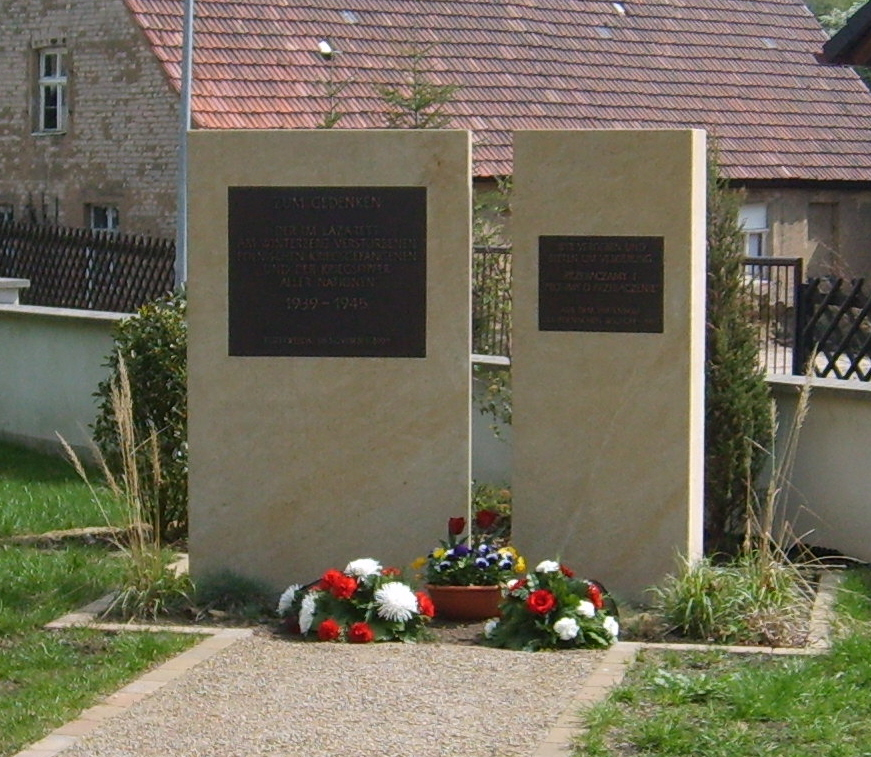
Mahnmal auf dem Biehlaer Bergfriedhof zu Ehren verstorbener Kriegsgefangener

Der Stadtteil besitzt einige ortsbildprägende Bauwerke, von denen vier Gebäude in der Denkmalliste des Landes Brandenburg verzeichnet sind. Zeitzeugen der langen Industriegeschichte Biehlas sind unter anderem das 1972 errichtete, nach zwei Jahrzehnten Leerstand mittlerweile in schlechtem Zustand befindliche Bürogebäude der Impulsa in der Berliner Straße, die verbliebenen Produktionsgebäude der Steingutfabrik in der Saathainer Straße und die einstige Konsum-Großbäckerei am Lutzweg (das um 1950 ebenfalls am Lutzweg erbaute große Verwaltungsgebäude der Konsumgenossenschaft ist nach 2005 abgerissen worden).
Ein technisches Bauwerk, Aussichtsturm und Denkmal zugleich ist der auf 140 m über NN gelegene weithin sichtbare Wasserturm auf dem Biehlaer Winterberg. Er wurde 1913 erbaut und im Folgejahr in Betrieb genommen. Sein Fassungsvermögen beträgt 90 m³. Seine eigenartige Architektur verdankt er der damaligen patriotischen Haltung seiner Biehlaer Bauherrn, die eine Silhouette ähnlich dem Völkerschlachtdenkmal in Leipzig schufen.
Im Zentrum des Stadtteils befindet sich der Biehlaer Glockenturm. Nachdem 1860 der Friedhof am Schulberg durch den Superintendenten Klewitz eingeweiht worden war, entstand der Wunsch, nun auch eine Glocke anzuschaffen. Am 20. Juli 1862 brachte man sie schließlich nach Biehla. Hier wurde sie im von Baumeister Dietrich im gleichen Jahre erbauten Turm aufgehängt und am 3. November 1862 zum Kirchweihfest durch Pfarrer Klewitz geweiht. Die Glocke überdauerte den Ersten Weltkrieg, wurde aber zu Beginn des Zweiten Weltkrieges abgenommen und zu Kriegszwecken eingeschmolzen. Ab 1948 gab es eine neue, in Apolda gegossene Glocke. Diese wurde allerdings 1963 wieder abgenommen und im Turm der Friedhofskapelle angebracht.
Ein weiteres Baudenkmal ist die evangelische Christuskirche auf dem Winterberg. Die Grundsteinlegung des aus rotem Meißner Granit errichteten Bauwerks erfolgte am 3. Juli 1955. Ihre Weihe fand am 3. Dezember 1961 durch den Magdeburger Bischof Johannes Jänicke statt. Die Kosten beliefen sich auf 300.000 DM, wovon 130.000 DM durch Spenden aufgebracht wurden. Ein ehemaliges Transformatorenhaus in der Saathainer Straße befindet sich ebenfalls unter Denkmalschutz.
Das Biehlaer Bahnhofsgebäude mit der angrenzenden Güterabfertigung wurde Ende des 19. Jahrhunderts durch den Elsterwerdaer Baumeister Friedrich Jage aus schlesischem Klinkermauerwerk errichtet. Zunächst besaß der Bahnhof den Namen Oberlausitzer Bahnhof, da er von der Oberlausitzer Eisenbahn-Gesellschaft betrieben wurde. Später wurde er in Elsterwerda-Biehla umbenannt. Zum Bahnhofskomplex gehört unter anderem auch ein bis in die Gegenwart erhalten gebliebener Wasserturm, der ein Fassungsvermögen von 50 m³ besitzt. In unmittelbarer Nähe des Bahnhofs befand sich unterhalb des Kreuzungsbauwerks an der Eisenbahnstrecke Berlin–Dresden der Haltepunkt Biehla. Er wurde 1962 stillgelegt. Kurze Zeit später folgte auch die Schließung des sich hier befindlichen Bahnübergangs zur Siedlung Schleinitzweg.

### Denkmäler
Auf dem Friedhof befindet sich in Form einer Stele ein Denkmal mit den Namen von fünfundsechzig im Ersten Weltkrieg gefallenen oder seitdem vermissten Biehlaer Einwohnern. Außerdem wird dort mit einem aus polnischem Sandstein bestehenden Denkmal den siebzehn während des Zweiten Weltkrieges im Lazarett auf dem Winterberg verstorbenen polnischen Kriegsgefangenen gedacht. Das vom Elsterwerdaer Steinmetzbetrieb Anlauf geschaffene, mit den Inschriften „Wir vergeben und bitten um Vergebung“ und „Zum Gedenken der im Lazarett am Winterberg verstorbenen polnischen Kriegsgefangenen und der Kriegsopfer aller Nationen“ versehene Mahnmal wurde im November des Jahres 2009 aufgestellt und im Beisein mehrerer öffentlicher Vertreter sowie dem Gesandten des polnischen Botschafters in Deutschland, Zbigniew Zareba durch den evangelischen Pfarrer Kersten Spantig, seinen katholischen Amtsbruder Herbert Nowak sowie den polnischen Ehrenbischof Grzegorz Karolak eingesegnet.

## Wirtschaft und Infrastruktur

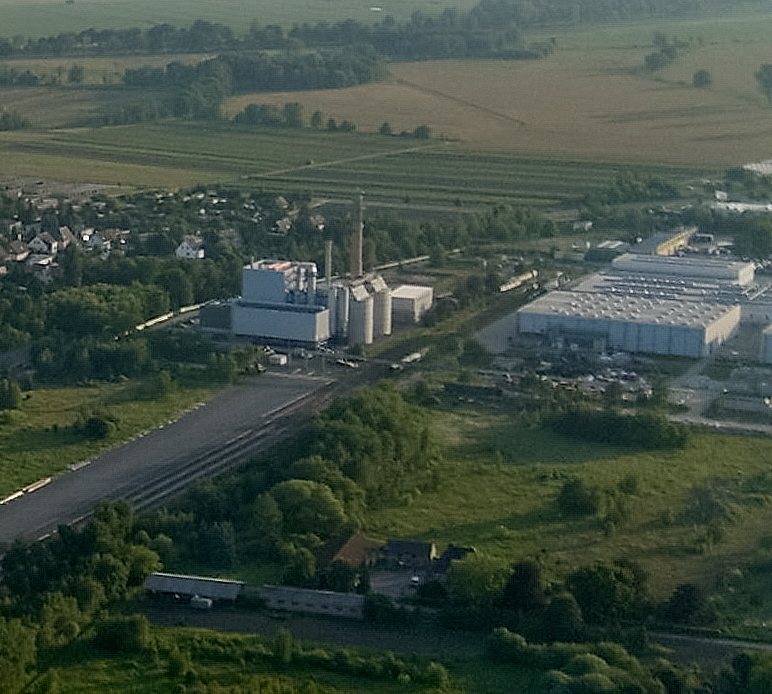
Industrie- und Gewerbepark Elsterwerda-West

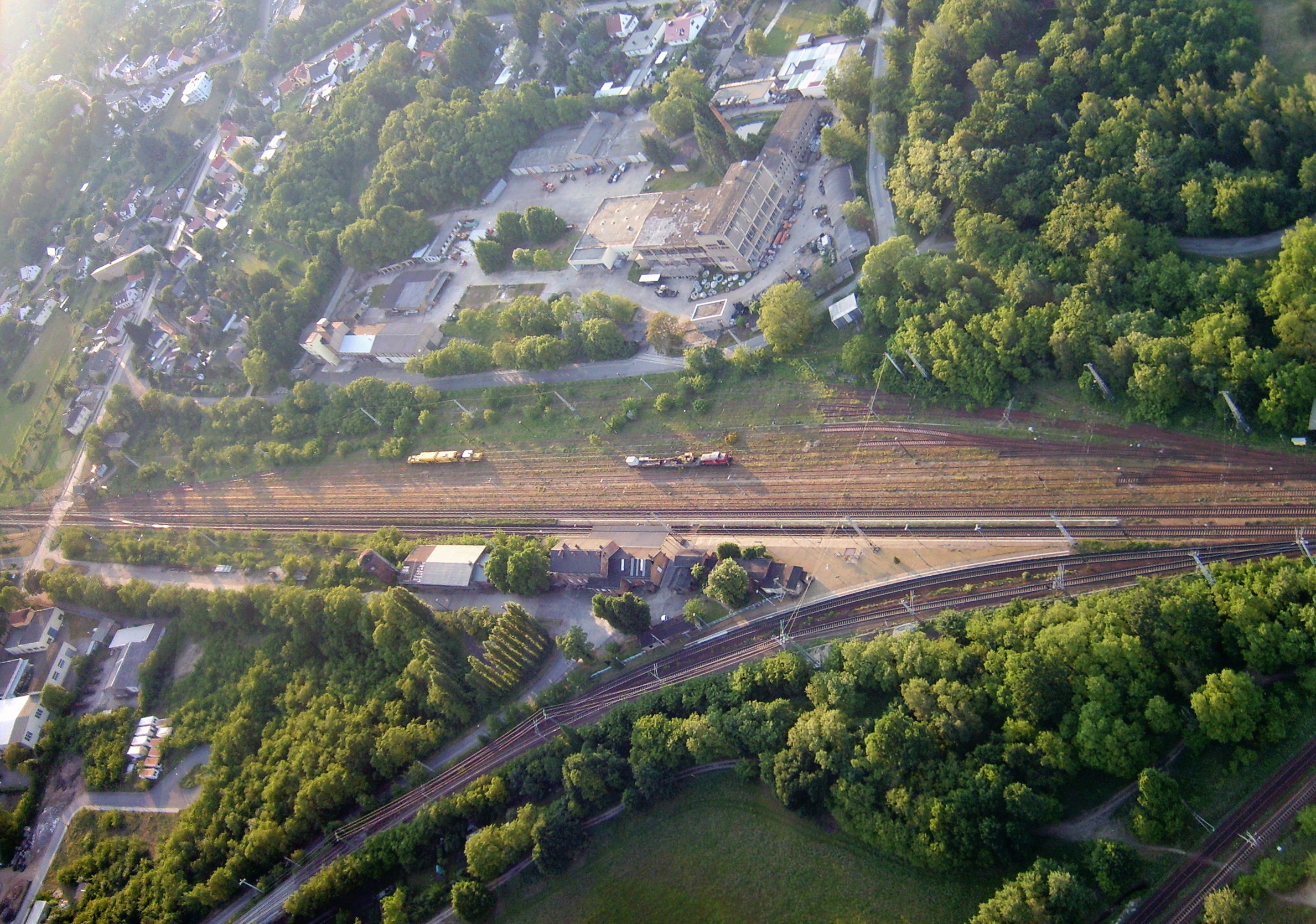
Gewerbegebiet-Nord

Biehla hat eine lange Tradition als Industrie- und Gewerbestandort. Der Stadtteil befindet sich an der Bundesstraße 101. Außerdem kreuzen sich hier die beiden Eisenbahnstrecken Berlin-Dresden und Węgliniec–Falkenberg/Elster, an der sich auch der Bahnhof Biehla sowie das 15 Hektar große Gewerbegebiet Elsterwerda-Nord befinden. Des Weiteren ist in Biehla der 58 Hektar umfassende Industrie- und Gewerbepark Elsterwerda-West gelegen, der durch ein Anschlussgleis an den Elsterwerdaer Bahnhof angebunden ist. Hier befinden sich unter anderem ein zum Expo-2000-Projekt Klimaschutzregion Elbe-Elster gehörendes Biomasseheizkraftwerk, einige Industriebetriebe und es haben sich weitere mittelständische Unternehmen aus Handel, Handwerk und dem Speditionsgewerbe angesiedelt. Unmittelbar nordöstlich von Biehla ist an der B 101 ein weiteres 27 Hektar großes Gewerbegebiet gelegen, das bereits zum Ortsteil Haida der benachbarten Gemeinde Röderland gehört.
In Biehla ansässige Betriebe sind unter anderem der Verpackungshersteller Gizeh mit Hauptsitz im nordrhein-westfälischen Bergneustadt und einer Niederlassung im Elsterwerdaer Gewerbegebiet-Ost. Der Betrieb befindet sich auf dem Gelände der ehemaligen Steingutfabrik, das er gegenwärtig hauptsächlich als Lagerfläche nutzt. Mit der BOSIG Baukunststoffe GmbH hat sich im Industrie- und Gewerbepark-West ein weiterer Kunststoff-Spezialist angesiedelt. Er stellt am Standort Elsterwerda großformatige Kunststoffplatten aus Polyurethan und Epoxidharzen her. In unmittelbarer Nähe befindet sich außerdem eine Niederlassung des Hydraulikdienstleisters Hansa-Flex AG.
Das Gelände der einstigen Konsum-Großbäckerei ist heute Sitz eines Maschinenhandels-Unternehmens. Im Gewerbegebiet Nord sind unter anderem Produktionsstandorte der Stahl- und Metallbau GmbH Eichler sowie der Präzisionsmechanik GmbH zu finden. Auf dem 25.000 Quadratmeter großen Gelände der ehemaligen Schraubenfabrik in der Berliner Straße produziert seit 1992 das Ennepetaler Unternehmen August Vormann GmbH & Co. KG Scharniere, Baubeschläge und Holzverbinder. Ebenfalls in der Berliner Straße befindet sich an der Einmündung der Saathainer Straße seit dem Jahr 2002 mit dem Haus Winterberg. eine Behindertenwohnstätte des Deutschen Roten Kreuzes.
Ferienzimmer und -wohnungen gibt es bei privaten Anbietern. Gastronomische Einrichtungen sind mit Teschners Gasthof Am Glockenturm in der Haidaer Straße und der Gaststätte Herr K in der Breiten Straße zu finden. Beide bieten neben einem Biergarten auch Übernachtungsmöglichkeiten an. Bei Herr K kann außerdem eine Bowlingbahn genutzt werden.

## Bildung

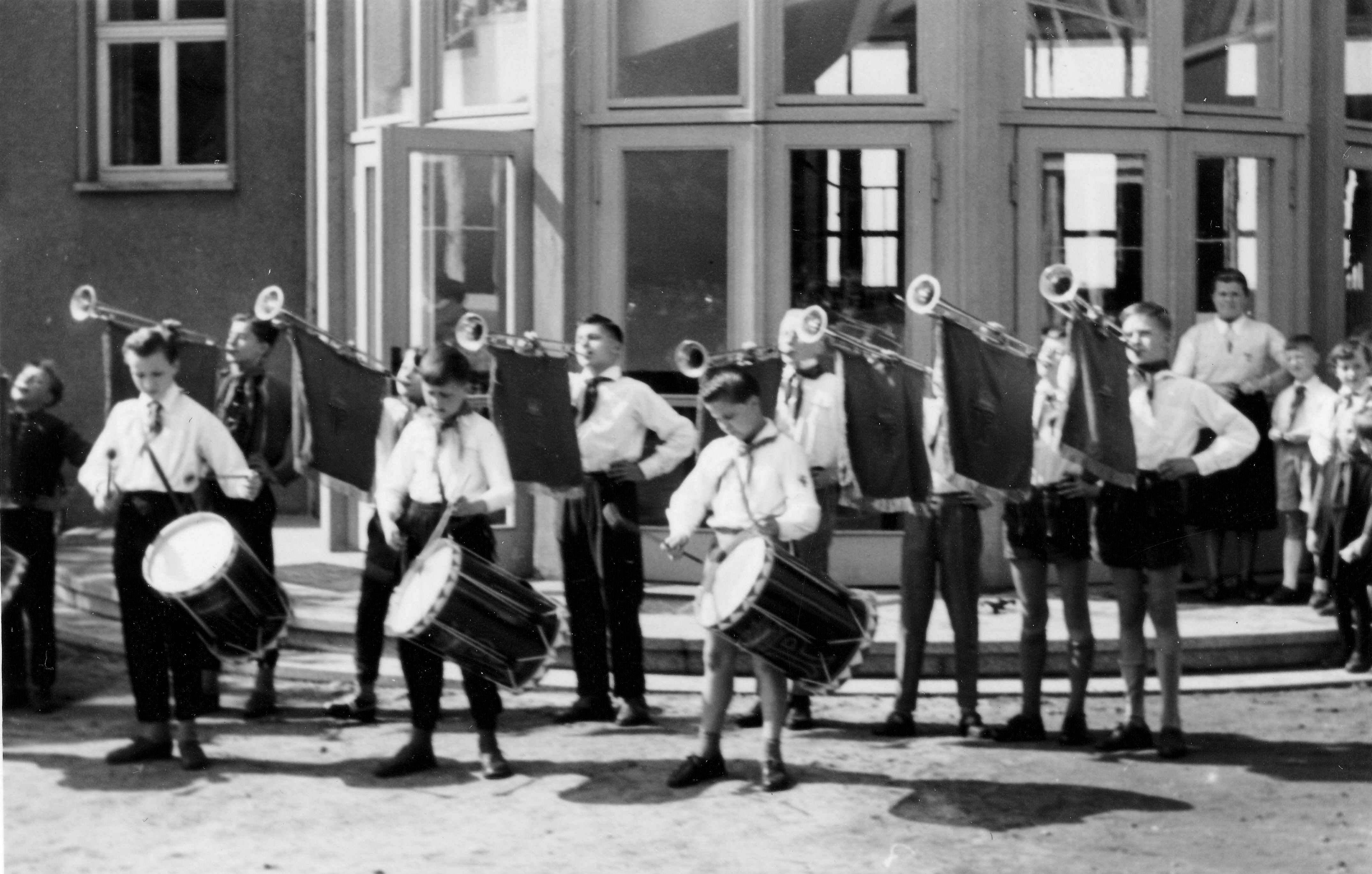
Fahnenappell vor dem neuen Schulgebäude um 1960

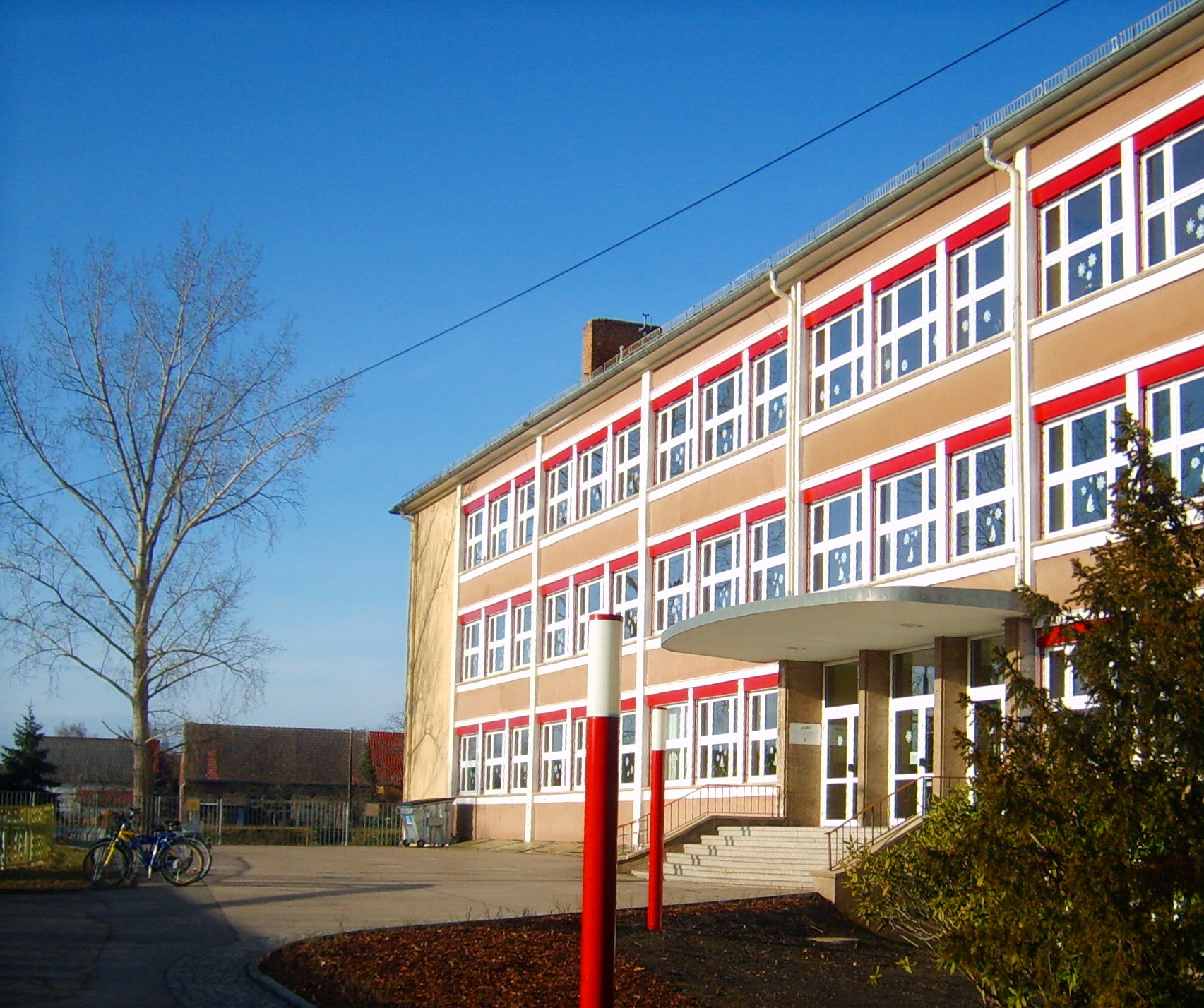
Grundschulzentrum Biehla

Bis 1843 gehörte Biehla zum Schul- und Pfarrbezirk Elsterwerda. Am 17. Oktober 1889 wurde in der Haidaer Straße ein vom Elsterwerdaer Baumeister Friedrich Jage errichtetes Schulgebäude eingeweiht. Bis zu dessen Eröffnung befand sich die Biehlaer Schule unterhalb des heutigen Bergfriedhofs, der 1860 ursprünglich auf dem sogenannten Schulberg angelegt wurde.
Da die Räumlichkeiten aufgrund des stetigen Bevölkerungswachstums in Elsterwerda in den 1950er Jahren nicht mehr ausreichten, entstand in drei Bauabschnitten von 1958 bis 1961 in unmittelbarer Nachbarschaft ein vom Torgauer Architekten Max Heide entworfener dreigeschossiger Neubau. Der ursprüngliche Plan, das Gebäude auf einem anderen Gelände zu errichten, war wegen Grundwasserproblemen gescheitert. Das in Skelettbauweise errichtete Gebäude war eine der letzten Schulen in der DDR, die durch ein Architekturbüro als eigenständiger Entwurf erarbeitet und realisiert wurde. Die Grundsteinlegung der Schule erfolgte am 14. April 1958. Nach ihrer Eröffnung am 1. September 1959 bekam sie den Status einer Polytechnischen Oberschule, der nach einer Reform des Bildungssystems in der DDR 1959 eingeführt wurde. Während im alten Schulgebäude hauptsächlich die jüngeren Jahrgänge unterrichtet wurden und die Schulküche ihren Platz fand, waren die älteren Jahrgänge im neuen Gebäude untergebracht. Erweitert wurde der Schulkomplex durch eine Turnhalle und eine Aula, ein Lehrschwimmbecken (1968), einem Mehrzweckgebäude (1978), sowie einen Schulgarten, der sich zunächst am Schmalen Weg im Bereich des heutigen Wohnblocks befand und in den 1980er Jahren in die unmittelbare Nähe von Turnhalle und Mehrzweckgebäude verlegt wurde. Zum Einzugsbereich der Schule gehörten die Dörfer Kraupa, Saathain, Würdenhain und Haida, deren Dorfschulen im Laufe der Zeit aufgelöst wurden. Außerdem wurden dort zunächst auch die Schüler des heutigen Stadtteils Elsterwerda-West eingeschult, die allerdings nach dem weiteren Wachstum des Wohngebietes 1968 eine eigene Schule bekamen.
1991 wurde die POS, die seit 1960 den Namen des von den Nationalsozialisten ermordeten KPD-Politikers Edgar André trug, in eine Realschule umgewandelt. Die Grundschule befand sich im älteren Gebäude an der Haidaer Straße. Unmittelbar nach der Auflösung der Realschule entstand 2006 durch einen Zusammenschluss der Grundschulen am Schlossplatz ein Grundschulzentrum. Das Schulgebäude in der Mittelstraße wurde umfassenden Sanierungsarbeiten unterzogen und am 28. November 2006 erfolgte die Einweihung einer neuen Turnhalle. Am 29. Januar 2008 wurde die Grundschule nach dem in Elsterwerda geborenen Musiker Friedrich Starke benannt.
In der Berliner Straße befindet sich die Abteilung 2 des Oberstufenzentrums Elbe-Elster. Ausgebildet wird hier der Bereich Metalltechnik. Im 1976 errichteten Gebäude war ursprünglich das Polytechnische Zentrum der Stadt Elsterwerda angesiedelt. Unterrichtet wurden hier die Schulfächer Einführung in die sozialistische Produktion (ESP) und Produktive Arbeit (PA). Außerdem wurde es vom VEB Schraubenwerk Elsterwerda, zu dessen Betrieb es vor der Wende gehörte, auch als Bürohaus verwendet. 1991 übernahm es der Landkreis Elbe-Elster, der es seitdem als Schule nutzt.
Weitere Möglichkeiten der Aus- und Weiterbildung in Biehla gibt es in der Saathainer Straße, wo sich ein Standort des Bildungsträgers bam GmbH befindet. Außerdem ist im Stadtteil der Gemeinnützige Verein zur Förderung der beruflichen Bildung e. V. mit seinen Ausbildungsstätten zu finden.
In der Karlstraße befindet sich die Kindertagesstätte Rasselbande.

## Persönlichkeiten
In Biehla hinterließen vor allem Industrielle, Geschäftsleute und Baumschulen-Besitzer ihre Spuren. Ihre Industriebauten, Geschäftshäuser und Villen sind zum Teil bis in die Gegenwart erhalten geblieben. Einer der Bedeutendsten war der Unternehmer Carl Wilhelm Reichenbach (1860–1937). Der in Dobra geborene Sohn eines Leinewebers eröffnete um 1890 nach einer kaufmännischen Lehre im elterlichen Betrieb in der Elsterwerdaer Innenstadt ein „Schnittwarengeschäft“, einen Stoffhandel. Außerdem handelte er mit Fahrrädern und war Vertreter der Brennaborwerke. 1894 gründete er schließlich gemeinsam mit dem Werksmeister Springer am Biehlaer Oberlausitzer Bahnhof eine kleine Fahrradwerkstatt, aus der bald die Elsterwerdaer Fahrradfabrik (Elfa) entstand. Später wurde er Teilhaber der Oberlausitzer Kies- und Sandwerke (OKS) und vom Elsterwerdaer Sägewerk August Jahre. Die Kraupaer Braunkohlen und Kiesgrube Anna erwarb er nach deren Konkurs im Jahre 1926. Auf dem Gelände errichtete er 1928 ein öffentliches Freibad, dass nach seiner Fahrradmarke „Bad Aegir“ genannt wurde. Reichenbach war Gemeindeschöffe und stellvertretender Gemeindevorsteher.
Einheimische Künstler, wie Carl Schollbach (1886–1965) oder Arno Kreul (1889–1961), verewigten den Biehlaer Winterberg mit der Gaststätte und dem Wasserturm sowie weitere Bauwerke des Stadtteils in ihren Bildern. Die Maler Helmut Jähring (1902–1989) und Hermann Lentzsch (1906–1980) waren im Stadtteil ansässig. Der Keramikmaler Erich Krause (1909–1993) war viele Jahre Künstlerischer und Technischer Leiter in der Steingut. Die Biehlaer Lehrerin Anna-Liese Schwieger (1899–1974) erhielt 1957 die Clara-Zetkin-Medaille.
Bis 2008 wohnte Elsterwerdas langjähriger Bürgermeister Wolf-Dieter Schwarz in Biehla. In dessen von 1975 bis 1991 währende Amtszeit fielen unter anderem der Bau der 1978 freigegebenen Entlastungsstraße (heutige Bundesstraße 101), die einen Großteil des Verkehrs um Biehla herumleitet, die Eröffnung der Kleinen Galerie „Hans Nadler“ (1980) und noch in der Wendezeit die Planung und Realisierung des Elsterwerdaer Gewerbegebiets Ost. Auch Elsterwerdas ehemaliger Bürgermeister Dieter Herrchen (parteilos) ist im Ort wohnhaft. Seine Amtszeit dauerte von 2002 bis 2018.